# Coupe de France de football 2020-2021
Navigation
Coupe de France 2019-2020 Coupe de France 2021-2022
La Coupe de France de football 2020-2021 est la 104e édition de la Coupe de France, compétition à élimination directe mettant aux prises des clubs de football amateurs et professionnels affiliés à la Fédération française de football, qui l'organise conjointement avec les ligues régionales.

## Déroulement de la compétition
Si le système est le même que celui utilisé que celui des éditions précédentes, un changement majeur exclusif intervient à cette édition : l'entrée des clubs de Ligue 2 est décalée du 7e au 8e tour.
Cette édition est marquée par la suppression de la prolongation du tour préliminaire jusqu'aux demi-finales ; elle est néanmoins maintenue pour la finale.
Avec l'arrêt des championnats amateur en raison de la pandémie de Covid-19 en France, les 6e et 7e tours sont décalés à janvier, ce qui entraine un décalage pour le 8e tour et les trente-deuxièmes de finale. La situation sanitaire met en péril la compétition même, une annulation étant même évoquée par le président de la FFF Noël Le Graët fin novembre.
Pour pallier ce problème de calendrier, un format inédit est présenté devant le comité exécutif de la FFF le 17 décembre 2020, les amateurs et les professionnels jouant séparément jusqu'aux seizièmes de finale. Il est adopté le jour même.

## Participants
Les clubs participants rentrent suivant leur niveau tout au long de la compétition. Au total, 7 378 clubs participent à cette édition.

## Calendrier
Voici le calendrier de cette édition,,,,, modifié le 17 décembre 2020 à cause de la pandémie de Covid-19.
| Voie principale                                                                               | Voie principale           | Voie principale                  | Voie principale       | Voie principale   | Voie principale |
| Tour                                                                                          | Nom                       | Dates                            | Équipes participantes | Équipes gagnantes |                 |
| --------------------------------------------------------------------------------------------- | ------------------------- | -------------------------------- | --------------------- | ----------------- | --------------- |
| 0                                                                                             | Tour préliminaire         | dates régionales                 | 1 412                 | 706               |                 |
| 1                                                                                             | Premier tour              | dates régionales                 | 5 524                 | 2 762             |                 |
| 2                                                                                             | Deuxième tour             | dates régionales                 | 3 348                 | 1 674             |                 |
| Entrée des 134 clubs de National 3,                                                           |                           |                                  |                       |                   |                 |
| 3                                                                                             | Troisième tour            | dimanche 20 septembre            | 1 808                 | 904               |                 |
| Entrée des 52 clubs de National 2                                                             |                           |                                  |                       |                   |                 |
| 4                                                                                             | Quatrième tour            | dimanche 4 octobre               | 956                   | 478               |                 |
| Entrée des 18 clubs de National                                                               |                           |                                  |                       |                   |                 |
| 5                                                                                             | Cinquième tour            | dimanche 18 octobre              | 496                   | 248               |                 |
| 6                                                                                             | Sixième tour              | samedi 30 et dimanche 31 janvier | 248                   | 124               |                 |
| 7                                                                                             | Septième tour             | samedi 6 et dimanche 7 février   | 124                   | 62                |                 |
| 8                                                                                             | Huitième tour             | samedi 13 et dimanche 14 février | 62                    | 31                |                 |
| Entrée des 3 clubs d'Outre-Mer                                                                |                           |                                  |                       |                   |                 |
| 9                                                                                             | 32es de finale            | samedi 20 et dimanche 21 février | 34                    | 17                |                 |
|                                                                                               |                           |                                  |                       |                   |                 |
| Voie des clubs de L1 - L2                                                                     |                           |                                  |                       |                   |                 |
| Tour                                                                                          | Nom                       | Dates                            | Équipes participantes | Équipes gagnantes |                 |
| Entrée des 20 clubs de Ligue 2                                                                |                           |                                  |                       |                   |                 |
| 8                                                                                             | Huitième tour             | 19 et 20 janvier                 | 20                    | 10                |                 |
| Entrée des 20 clubs de Ligue 1                                                                |                           |                                  |                       |                   |                 |
| 9                                                                                             | 32es de finale            | 9, 10 et 11 février              | 30                    | 15                |                 |
|                                                                                               |                           |                                  |                       |                   |                 |
| Phase finale                                                                                  |                           |                                  |                       |                   |                 |
| Tour                                                                                          | Nom                       | Dates                            | Équipes participantes | Équipes gagnantes |                 |
| Réunification des 15 clubs de la voie des clubs de L1-L2 & des 17 clubs de la voie principale |                           |                                  |                       |                   |                 |
| 10                                                                                            | Seizièmes de finale       | samedi 6 et dimanche 7 Mars      | 32                    | 16                |                 |
| 11                                                                                            | Huitièmes de finale       | mercredi 7 avril                 | 16                    | 8                 |                 |
| 12                                                                                            | Quarts de finale          | mercredi 21 avril                | 8                     | 4                 |                 |
| 13                                                                                            | Demi-finales              | mercredi 12 mai                  | 4                     | 2                 |                 |
| 14                                                                                            | Finale au Stade de France | mercredi 19 mai                  | 2                     | 1                 |                 |

1. 1 2 3  Les rencontres peuvent se jouer à d'autres dates du fait d'un report par l'arbitre, ou d'un d'accord des deux clubs.
2. ↑  Les 34 réserves de clubs professionnels évoluant en National 3 ne participent pas à la coupe de France.
3. ↑  Le représentant de Saint-Pierre-et-Miquelon, le club de l'AS Saint-Pierroise, devait entrer à ce tour au sein du tirage de la ligue des Pays de la Loire mais n'a pas eu la possibilité d'effectuer le déplacement en raison du covid-19. À la suite de ce tirage, le club La Roche VF est exempté de ce tour[12],[13].
4. ↑  Les 12 réserves de clubs professionnels évoluant en National 2 ne participent pas à la coupe de France.
5. ↑  Les finales régionales de la Guadeloupe, de Mayotte et de La Réunion ont lieu le 21 novembre et celle de la Guyane est jouée le 29 novembre.

## Phase préliminaire

### Tours régionaux
Plusieurs milliers de matchs sont joués lors des tours préliminaires. Seuls seront indiqués dans cet article les résultats des clubs professionnels aux 5e et 6e tours ainsi que l'ensemble des résultats des 7e et 8e tours.
Pour consulter l'ensemble des rencontres, voir l'article en anglais : en:2020–21 Coupe de France Preliminary Rounds

#### Cinquième tour
Ci-dessous, seules les rencontres des clubs professionnels de National 2020-2021, à savoir Le Mans FC, US Orléans, Red Star FC, Bourg-en-Bresse 01 et Quevilly Rouen Métropole.
| 17 octobre 2020 | GOAL FC (N2)                | 3 - 2 | Bourg-en-Bresse 01 (N) |                                |                                |
| 17 h 00         | Macalou 24e 70e · Assef 80e | (1-2) | 9e Testud · 45e Capoue | Stade Ludovic Giuly, Chasselay | Stade Ludovic Giuly, Chasselay |

| 17 octobre 2020 | Saint-Sébastien sur Loire FC (R1) | 1 - 3   | Le Mans FC (N)                 |                                             |                                             |
| 18 h 00         | Rigaud 80e                        | (0 - 1) | 29e 88e Glaentzlin · 56e Bègue | Stade René-Massé, Saint-Sébastien-sur-Loire | Stade René-Massé, Saint-Sébastien-sur-Loire |

| 17 octobre 2020 | SU Dives Cabourg (N3) | 1 - 5   | Quevilly Rouen Métropole (N)                            |                                        |                                        |
| 16 h 30         | Clément 76e (pen.)    | (0 - 1) | 4e Jung · 48e 90+1e Remars · 63e Bahassa · 90+4e Haddad | Stade André-Heurtematte, Dives-sur-Mer | Stade André-Heurtematte, Dives-sur-Mer |

| 17 octobre 2020 | FC Montlouis (N3) | 0 - 0 3 - 4 t. a. b. | US Orléans (N) |                                          |                                          |
| 18 h 00         |                   | (0 - 0)              |                | Stade Eugène Cholet, Montlouis-sur-Loire | Stade Eugène Cholet, Montlouis-sur-Loire |
| 18 h 00         | Tirs au but 3 - 4 |                      |                | Stade Eugène Cholet, Montlouis-sur-Loire | Stade Eugène Cholet, Montlouis-sur-Loire |

| 30 janvier 2021 | Le Mée Sports (R1) | 1 - 4 | Red Star FC (N)                                       |                                                 |                                                 |
| 14 h 00         | Ben Hariz 85e      | (0-1) | 31e M'Vita · 57e Bazolo · 66e Michel · 90e De Almeida | Parc des Sports de Pozoblanco, Le Mée-sur-Seine | Parc des Sports de Pozoblanco, Le Mée-sur-Seine |

#### Sixième tour
| 31 janvier 2021 | Olympique Pavillais (R1) | 1 - 6 | Quevilly Rouen Métropole (N)                               |                               |                               |
| 14 h 00         |                          | (0-3) | 13e 53e 79e Haddad · 25e Pinson · 41e Dadoune · 86e Remars | Stade Lucien Lécuyer, Pavilly | Stade Lucien Lécuyer, Pavilly |

| 31 janvier 2021 | Vierzon FC (N3) | 1 - 2 | US Orléans (N)          |                           |                           |
| 13 h 00         | 32e             | (1-1) | 21e Khalid · 90e Perrin | Stade de brouhot, Vierzon | Stade de brouhot, Vierzon |

| 30 janvier 2021 | Voltigeurs de Châteaubriant (N2) | 1 - 0 | Le Mans FC (N) |                                          |                                          |
| 14 h 00         | Soumano 59e                      | (0-0) |                | Stade De La Ville En Bois, Châteaubriant | Stade De La Ville En Bois, Châteaubriant |

| 6 février 2021 | US Ivry (N3) | 0 - 2   | Red Star FC (N)            |                                         |                                         |
| 14 h 00        |              | (0 - 1) | 32e Bizet · 87e De Almeida | Stade Edouard Clerville, Ivry-sur-Seine | Stade Edouard Clerville, Ivry-sur-Seine |

### Septième tour

#### Outre-Mer
Lors du COMEX datant du 8 octobre 2020, la FFF a décidé d'annuler la participation des représentants de Nouvelle-Calédonie et de Tahiti pour le septième tour en raison de la pandémie de Covid-19.
- Finale régionale Guadeloupe

| 21 novembre 2020                   | Le Phare de Petit Canal (R1 Guadeloupe) | 1 - 0   | Unité sainte rosienne (R1 Guadeloupe) | | |
| 20 h 10 UTC-04:00 1 h 10 UTC+01:00 | Artison Charleston 80e                  | (0 - 0) |                                       | Stade René-Serge-Nabajoth, Les Abymes Spectateurs : 300 Diffuseur : Guadeloupe la 1ère Arbitrage : François Merille Arbitres assistants : Ludwig Falbaire & Lionel Legrave | Stade René-Serge-Nabajoth, Les Abymes Spectateurs : 300 Diffuseur : Guadeloupe la 1ère Arbitrage : François Merille Arbitres assistants : Ludwig Falbaire & Lionel Legrave |
| 20 h 10 UTC-04:00 1 h 10 UTC+01:00 | Vidian Valerius 78e                     | Rapport | 64e Jorge Santos                      | Stade René-Serge-Nabajoth, Les Abymes Spectateurs : 300 Diffuseur : Guadeloupe la 1ère Arbitrage : François Merille Arbitres assistants : Ludwig Falbaire & Lionel Legrave | Stade René-Serge-Nabajoth, Les Abymes Spectateurs : 300 Diffuseur : Guadeloupe la 1ère Arbitrage : François Merille Arbitres assistants : Ludwig Falbaire & Lionel Legrave |

- Finale régionale Guyane

| 29 novembre 2020                    | ASU Grand Santi (R1 Guyane) | 0 - 2   | US Sinnamary (R1 Guyane)              | | |
| 15 h 30 UTC-03:00 19 h 30 UTC+01:00 |                             | (0 - 2) | 21e Verlyno Abionie · 43e Lenso Jonel | Stade municipal Dr. Edmard Lama, Remire-Montjoly Spectateurs : 500 Diffuseur : Guyane la 1ère Arbitrage : Jimy Baclet | Stade municipal Dr. Edmard Lama, Remire-Montjoly Spectateurs : 500 Diffuseur : Guyane la 1ère Arbitrage : Jimy Baclet |
| 15 h 30 UTC-03:00 19 h 30 UTC+01:00 | Rapport                     |         |                                       | Stade municipal Dr. Edmard Lama, Remire-Montjoly Spectateurs : 500 Diffuseur : Guyane la 1ère Arbitrage : Jimy Baclet | Stade municipal Dr. Edmard Lama, Remire-Montjoly Spectateurs : 500 Diffuseur : Guyane la 1ère Arbitrage : Jimy Baclet |

- Finale régionale Martinique[18].

| 13 janvier 2021                  | Club franciscain (R1 Martinique) | 2 - 0   | La Samaritaine (R1 Martinique) | | |
| 20 h 0 UTC-04:00 1 h 0 UTC+01:00 | C.Jougon 23e · Y.Thimon 50e      | (1 - 0) |                                | Stade Pierre-Aliker, Fort-de-France Spectateurs : 4 000 Diffuseur : Martinique la 1ère Arbitrage : Ruddy Davy Antoine Arbitres assistants : Eric Martheli & Laurent Veronique | Stade Pierre-Aliker, Fort-de-France Spectateurs : 4 000 Diffuseur : Martinique la 1ère Arbitrage : Ruddy Davy Antoine Arbitres assistants : Eric Martheli & Laurent Veronique |
| 20 h 0 UTC-04:00 1 h 0 UTC+01:00 | Rapport                          |         |                                | Stade Pierre-Aliker, Fort-de-France Spectateurs : 4 000 Diffuseur : Martinique la 1ère Arbitrage : Ruddy Davy Antoine Arbitres assistants : Eric Martheli & Laurent Veronique | Stade Pierre-Aliker, Fort-de-France Spectateurs : 4 000 Diffuseur : Martinique la 1ère Arbitrage : Ruddy Davy Antoine Arbitres assistants : Eric Martheli & Laurent Veronique |

- Finale régionale Mayotte[17]

| 21 novembre 2020                  | Pamandzi SC (R3 Mayotte) | 0 - 2   | FC Mtsapéré (R1 Mayotte)        | | |
| 14 h 0 UTC+03:00 12 h 0 UTC+01:00 |                          | (0 - 1) | 10e (pen.) 75e Mouhtar Madi Ali | Stade de Cavani, Mamoudzou Diffuseur : Mayotte la 1ère Arbitrage : Ahmed Hassan Arbitres assistants : Youssouffa Zarcachi & Ahmed Nassur - Wilidane Mpeleke (4ème) | Stade de Cavani, Mamoudzou Diffuseur : Mayotte la 1ère Arbitrage : Ahmed Hassan Arbitres assistants : Youssouffa Zarcachi & Ahmed Nassur - Wilidane Mpeleke (4ème) |
| 14 h 0 UTC+03:00 12 h 0 UTC+01:00 | Djidji 36e, 87e          | Rapport | 62e Valerie Jafarison           | Stade de Cavani, Mamoudzou Diffuseur : Mayotte la 1ère Arbitrage : Ahmed Hassan Arbitres assistants : Youssouffa Zarcachi & Ahmed Nassur - Wilidane Mpeleke (4ème) | Stade de Cavani, Mamoudzou Diffuseur : Mayotte la 1ère Arbitrage : Ahmed Hassan Arbitres assistants : Youssouffa Zarcachi & Ahmed Nassur - Wilidane Mpeleke (4ème) |

- Finale régionale Réunion[19]

| 21 novembre 2020                    | JS Sainte-Pierroise (R1 Réunion)          | 2 - 2 3 - 2 t. a. b. | US Sainte-Marienne (R1 Réunion)                          | | |
| 20 h 30 UTC+04:00 17 h 30 UTC+01:00 | Steven Papin 20e 84e                      | (1 - 1)              | 32e 89e Fabrice                                          | Stade Paul-Julius-Bénard, Saint-Paul Spectateurs : 0 (huis-clos) Diffuseur : Réunion la 1ère Arbitrage : Bruno Fontaine Arbitres assistants : Vincent Drole & Salim Maillot - Jordan Gast (4ème) | Stade Paul-Julius-Bénard, Saint-Paul Spectateurs : 0 (huis-clos) Diffuseur : Réunion la 1ère Arbitrage : Bruno Fontaine Arbitres assistants : Vincent Drole & Salim Maillot - Jordan Gast (4ème) |
| 20 h 30 UTC+04:00 17 h 30 UTC+01:00 | Matthieu Sedera 23e · Djamali Souefou 48e | Rapport              | 40e Boris Welmant · 41e Fisydine Soilihi · 49e Fabrice · | Stade Paul-Julius-Bénard, Saint-Paul Spectateurs : 0 (huis-clos) Diffuseur : Réunion la 1ère Arbitrage : Bruno Fontaine Arbitres assistants : Vincent Drole & Salim Maillot - Jordan Gast (4ème) | Stade Paul-Julius-Bénard, Saint-Paul Spectateurs : 0 (huis-clos) Diffuseur : Réunion la 1ère Arbitrage : Bruno Fontaine Arbitres assistants : Vincent Drole & Salim Maillot - Jordan Gast (4ème) |
| 20 h 30 UTC+04:00 17 h 30 UTC+01:00 | Tirs au but 3 - 2                         |                      |                                                          | Stade Paul-Julius-Bénard, Saint-Paul Spectateurs : 0 (huis-clos) Diffuseur : Réunion la 1ère Arbitrage : Bruno Fontaine Arbitres assistants : Vincent Drole & Salim Maillot - Jordan Gast (4ème) | Stade Paul-Julius-Bénard, Saint-Paul Spectateurs : 0 (huis-clos) Diffuseur : Réunion la 1ère Arbitrage : Bruno Fontaine Arbitres assistants : Vincent Drole & Salim Maillot - Jordan Gast (4ème) |

#### Métropole
À ce stade de la compétition, le Petit Poucet est l'ASL Billère, évoluant en Départementale 1 (niveau 9).
À la suite du rapprochement des tours (le 7e tour a lieu le week-end suivant celui du 6e) et pour éviter les longs déplacements entre régions, il n'y a pas de tirage au sort. Les rencontres restent régionalisées et sont déterminées à l'instar d'un tableau de tennis (ex: le vainqueur du match 1 affronte le vainqueur du match 2),.
- Ligue Auvergne-Rhône-Alpes

| 6 février 2021 | Andrézieux-Bouthéon FC (N2)                             | 4 - 0   | FC Villefranche Beaujolais (N) |                                                                |                                                                |
| 14 h 00        | Diallo 30e · Vacheron 65e · Desmartin 80e · Cabaton 86e | (1 - 0) |                                | Envol Stadium, Andrézieux-Bouthéon Spectateurs : 0 (huis-clos) | Envol Stadium, Andrézieux-Bouthéon Spectateurs : 0 (huis-clos) |

| 6 février 2021 | AC Seyssinet (R1) | 0 - 4   | FC Annecy (N)                                         |                                                                    |                                                                    |
| 14 h 30        |                   | (0 - 0) | 62e Genty · 68e Le Tallec · 70e Fillon · 81e Bensaber | Stade Joseph Guetat, Seyssinet-Pariset Spectateurs : 0 (huis-clos) | Stade Joseph Guetat, Seyssinet-Pariset Spectateurs : 0 (huis-clos) |

| 7 février 2021 | AS Nord Vignoble (R3) | 1 - 2   | US Feurs (R1)   |                                                     |                                                     |
| 13 h 00        | 29e                   | (1 - 1) | 34e 61e Lornage | Stade municipal, Besson Spectateurs : 0 (huis-clos) | Stade municipal, Besson Spectateurs : 0 (huis-clos) |

| 7 février 2021 | Thonon Évian GG FC (N3) | 2 - 3   | Vénissieux FC (R1)      |                                                                   |                                                                   |
| 13 h 00        | Chaibi 11e · Keita 26e  | (2 - 0) | 47e · 50e Antoine · 85e | Stade Joseph-Moynat, Thonon-les-Bains Spectateurs : 0 (huis-clos) | Stade Joseph-Moynat, Thonon-les-Bains Spectateurs : 0 (huis-clos) |

| 7 février 2021 | FC Rhône Vallées (R1) | 0 - 2   | AS Saint-Priest (N2)         |                                                          |                                                          |
| 13 h 30        |                       | (0 - 2) | 39e Charveys · 45e Perracino | Stade Émile Dupau, Le Pouzin Spectateurs : 0 (huis-clos) | Stade Émile Dupau, Le Pouzin Spectateurs : 0 (huis-clos) |

| 7 février 2021 | Le Puy Foot 43 (N2)                | 4 - 2   | FC Aurillac-Arpajon (N3) |                                                                   |                                                                   |
| 13 h 30        | Bosetti 21e 52e · Boujedra 29e 87e | (2 - 1) | 39e Coldefy · 48e Bouzou | Stade Charles-Massot, Le Puy-en-Velay Spectateurs : 0 (huis-clos) | Stade Charles-Massot, Le Puy-en-Velay Spectateurs : 0 (huis-clos) |

| 7 février 2021 | FC Limonest Saint-Didier (N3) | 0 - 0 5 - 6 t. a. b. | GF Albanais (N2) |                                                                       |                                                                       |
| 13 h 30        |                               | (0 - 0)              |                  | Parc des Sports Courtois Fillot, Limonest Spectateurs : 0 (huis-clos) | Parc des Sports Courtois Fillot, Limonest Spectateurs : 0 (huis-clos) |
| 13 h 30        | Tirs au but 5 - 6             |                      |                  | Parc des Sports Courtois Fillot, Limonest Spectateurs : 0 (huis-clos) | Parc des Sports Courtois Fillot, Limonest Spectateurs : 0 (huis-clos) |

| 7 février 2021 | FC Chamalières (N2) | 0 - 0 5 - 4 t. a. b. | Moulins Yzeure Foot (N2) |                                                                        |                                                                        |
| 14 h 00        |                     | (0 - 0)              |                          | Complexe sportif Claude Wolff, Chamalières Spectateurs : 0 (huis-clos) | Complexe sportif Claude Wolff, Chamalières Spectateurs : 0 (huis-clos) |
| 14 h 00        | Tirs au but 5 - 4   |                      |                          | Complexe sportif Claude Wolff, Chamalières Spectateurs : 0 (huis-clos) | Complexe sportif Claude Wolff, Chamalières Spectateurs : 0 (huis-clos) |

- Ligue Bretagne

| 6 février 2021 | Stade briochin (N)       | 3 - 0   | Vannes OC (N2) |                                                             |                                                             |
| 13 h 30        | Kyei 8e 48e · Illien 88e | (1 - 0) |                | Stade Fred-Aubert, Saint-Brieuc Spectateurs : 0 (huis-clos) | Stade Fred-Aubert, Saint-Brieuc Spectateurs : 0 (huis-clos) |

| 7 février 2021 | US Saint-Malo (N2)                               | 4 - 2   | Stade Plabennécois (N2) |                                                        |                                                        |
| 13 h 30        | Iva 24e · Fdaouch 63e · Foulon 63e · Debreux 85e | (1 - 0) | 79e (pen.) · 90+3e      | Stade Marville, Saint-Malo Spectateurs : 0 (huis-clos) | Stade Marville, Saint-Malo Spectateurs : 0 (huis-clos) |

| 7 février 2021 | US Liffré (R1) | 1 - 4   | US Montagnarde (R1)             |                                                       |                                                       |
| 13 h 30        |                | (0 - 3) | 10e 90+6e Barry · 27e 44e Blayo | Stade Jules Ferry, Liffré Spectateurs : 0 (huis-clos) | Stade Jules Ferry, Liffré Spectateurs : 0 (huis-clos) |

| 7 février 2021 | SP Milizac (N3)   | 1 - 1 2 - 4 t. a. b. | Dinan-Léhon FC (N3) |                                                                    |                                                                    |
| 13 h 30        | Kerzil 85e        | (0 - 0)              | 79e Vermet          | Stade Pen Ar Guéar, Milizac-Guipronvel Spectateurs : 0 (huis-clos) | Stade Pen Ar Guéar, Milizac-Guipronvel Spectateurs : 0 (huis-clos) |
| 13 h 30        | Tirs au but 2 - 4 |                      |                     | Stade Pen Ar Guéar, Milizac-Guipronvel Spectateurs : 0 (huis-clos) | Stade Pen Ar Guéar, Milizac-Guipronvel Spectateurs : 0 (huis-clos) |

| 7 février 2021 | Saint-Colomban Locminé (N3)                          | 5 - 2   | EA Saint-Renan (R1)       |                                                            |                                                            |
| 13 h 30        | Lushima 30e · Soufaché 40e · Danso 48e 69e · Rio 61e | (2 - 1) | 10e Marzin · 57e Le Fourn | Stade du Pigeon Blanc, Locminé Spectateurs : 0 (huis-clos) | Stade du Pigeon Blanc, Locminé Spectateurs : 0 (huis-clos) |

| 7 février 2021 | Plouzané ACF (N3) | 1 - 2   | FC Guichen (R1)            |                                                          |                                                          |
| 13 h 30        | Soilihi 23e       | (1 - 0) | 55e Mbock · 90+3e Saulnier | Stade de Trémaidic, Plouzané Spectateurs : 0 (huis-clos) | Stade de Trémaidic, Plouzané Spectateurs : 0 (huis-clos) |

- Ligue Centre-Val de Loire

| 6 février 2021 | US Orléans (N)                                                      | 2 - 2 6 - 5 t. a. b. | Bourges 18 (N2)                                                    |                                                         |                                                         |
| 13 h 30        | Saint-Ruf 58e · Coulibaly 72e                                       | (0 - 1)              | 20e Guedioura · 76e El Atalati                                     | Stade de la Source, Orléans Spectateurs : 0 (huis-clos) | Stade de la Source, Orléans Spectateurs : 0 (huis-clos) |
| 13 h 30        | Saint-Ruf · Guirassy · Goujon · Talal · Khalid · Marchadier · Lapis | Tirs au but 6 - 5    | Caglioni · Fabre · Samba · Dibane · Chevreuil · Dupuis · Montantin | Stade de la Source, Orléans Spectateurs : 0 (huis-clos) | Stade de la Source, Orléans Spectateurs : 0 (huis-clos) |

| 7 février 2021 | SO Romorantin (N2) | 1 - 0   | Tours FC (N3) |                                                                          |                                                                          |
| 13 h 30        | Ouhammou 27e       | (1 - 0) |               | Stade Jules-Ladoumègue, Romorantin-Lanthenay Spectateurs : 0 (huis-clos) | Stade Jules-Ladoumègue, Romorantin-Lanthenay Spectateurs : 0 (huis-clos) |

- Ligue Grand-Est

| 6 février 2021 | CS Sedan Ardennes (N2)        | 2 - 1   | SA Épinal (N2) |                                                          |                                                          |
| 14 h 00        | Ramalingom 13e · Bekhechi 62e | (1 - 1) | 24e Gendrey    | Stade Louis-Dugauguez, Sedan Spectateurs : 0 (huis-clos) | Stade Louis-Dugauguez, Sedan Spectateurs : 0 (huis-clos) |

| 7 février 2021 | AS Ribeauvillé (R2) | 0 - 3 | FC Soleil Bischheim (R1)        |                                                                    |                                                                    |
| 13 h 30        |                     |       | Laprevotte · Modenese · Cicutta | Stade Pierre-de-Coubertin, Ribeauvillé Spectateurs : 0 (huis-clos) | Stade Pierre-de-Coubertin, Ribeauvillé Spectateurs : 0 (huis-clos) |

| 7 février 2021 | SSEP Hombourg-Haut (R2) | 1 - 1 7 - 8 t. a. b. | FC Saint-Louis Neuweg (N3) |                                                        |                                                        |
| 13 h 30        |                         |                      |                            | Stade Gouvy, Hombourg-Haut Spectateurs : 0 (huis-clos) | Stade Gouvy, Hombourg-Haut Spectateurs : 0 (huis-clos) |
| 13 h 30        | Tirs au but 7 - 8       |                      |                            | Stade Gouvy, Hombourg-Haut Spectateurs : 0 (huis-clos) | Stade Gouvy, Hombourg-Haut Spectateurs : 0 (huis-clos) |

| 7 février 2021 | FC Saint-Méziéry (R1) | 3 - 3 5 - 4 t. a. b. | Reims Sainte-Anne (R1) |                                                                         |                                                                         |
| 13 h 30        |                       |                      |                        | Parc des Sports Hubert Clercy, Saint-Mesmin Spectateurs : 0 (huis-clos) | Parc des Sports Hubert Clercy, Saint-Mesmin Spectateurs : 0 (huis-clos) |
| 13 h 30        | Tirs au but 5 - 4     |                      |                        | Parc des Sports Hubert Clercy, Saint-Mesmin Spectateurs : 0 (huis-clos) | Parc des Sports Hubert Clercy, Saint-Mesmin Spectateurs : 0 (huis-clos) |

| 7 février 2021 | ASPSF Thionville (R2) | 0 - 3   | CSO Amneville (N3)                             |                                                            |                                                            |
| 13 h 30        |                       | (0 - 1) | 45+4e Pignatone · 55e Poinsignon · 76e Maurice | Stade de la Plaine, Thionville Spectateurs : 0 (huis-clos) | Stade de la Plaine, Thionville Spectateurs : 0 (huis-clos) |

| 7 février 2021 | AS Prix-lès-Mézières (N3) | 2 - 1   | ES Thaon (N3) |                                                                    |                                                                    |
| 13 h 30        | Thioune 10e · 24e         | (2 - 0) | 80e           | Stade de la Poterie, Prix-lès-Mézières Spectateurs : 0 (huis-clos) | Stade de la Poterie, Prix-lès-Mézières Spectateurs : 0 (huis-clos) |

| 7 février 2021 | FC Obermodern (R1) | 0 - 0 6 - 7 t. a. b. | SC Schiltigheim (N2) |                                                                    |                                                                    |
| 14 h 00        |                    | (0 - 0)              |                      | Stade municipal, Obermodern-Zutzendorf Spectateurs : 0 (huis-clos) | Stade municipal, Obermodern-Zutzendorf Spectateurs : 0 (huis-clos) |
| 14 h 00        | Tirs au but 6 - 7  |                      |                      | Stade municipal, Obermodern-Zutzendorf Spectateurs : 0 (huis-clos) | Stade municipal, Obermodern-Zutzendorf Spectateurs : 0 (huis-clos) |

| 7 février 2021 | FCO Strasbourg Koenigshoffen (R2) | 1 - 2   | FCSR Haguenau (N2)              |                                                             |                                                             |
| 14 h 00        | 70e                               | (0 - 1) | 10e Bekoe · 90+6e (pen.) Madihi | Stade de la Rotonde, Strasbourg Spectateurs : 0 (huis-clos) | Stade de la Rotonde, Strasbourg Spectateurs : 0 (huis-clos) |

- Ligue Hauts de France

| 6 février 2021 | Olympique Marcquois (N3)       | 2 - 3   | US Boulogne CO (N)         |                                                                   |                                                                   |
| 15 h 00        | Vancauwenberge 45+1e · ? 90+4e | (1 - 1) | 16e 67e Mendy · 90+1e Okou | Stade Georges-Niquet, Marcq-en-Barœul Spectateurs : 0 (huis-clos) | Stade Georges-Niquet, Marcq-en-Barœul Spectateurs : 0 (huis-clos) |

| 7 février 2021 | OS Aire-sur-la-Lys (R2) | 1 - 1 4 - 2 t. a. b. | US Chantilly (N3) |                                                                           |                                                                           |
| 13 h 00        | 21e                     | (1 -1)               | 9e El Farissi     | Parc des Sports Paul-Nestier, Aire-sur-la-Lys Spectateurs : 0 (huis-clos) | Parc des Sports Paul-Nestier, Aire-sur-la-Lys Spectateurs : 0 (huis-clos) |
| 13 h 00        | Tirs au but 4 - 2       |                      |                   | Parc des Sports Paul-Nestier, Aire-sur-la-Lys Spectateurs : 0 (huis-clos) | Parc des Sports Paul-Nestier, Aire-sur-la-Lys Spectateurs : 0 (huis-clos) |

| 7 février 2021 | US Lesquin (R1) | 0 - 4   | AC Amiens (N3)                          |                                                              |                                                              |
| 13 h 30        |                 | (0 - 2) | 9e Martinez · 44e Khelif · 47e 53e Jeno | Stade Jean-Pierre Papin, Lesquin Spectateurs : 0 (huis-clos) | Stade Jean-Pierre Papin, Lesquin Spectateurs : 0 (huis-clos) |

| 7 février 2021 | FC Loon-Plage (R1) | 1 - 0 | É. Itancourt-Neuville (R1) |                                                              |                                                              |
| 13 h 30        |                    |       |                            | Stade Marcel-Rosseel, Loon-Plage Spectateurs : 0 (huis-clos) | Stade Marcel-Rosseel, Loon-Plage Spectateurs : 0 (huis-clos) |

| 7 février 2021 | Arras FA (R1)             | 2 - 1   | Olympique Saint-Quentin (N2) |                                                          |                                                          |
| 13 h 30        | Tourtelot 37e · Ndzie 65e | (1 - 0) | 60e Modeste                  | Stade Degouve-Brabant, Arras Spectateurs : 0 (huis-clos) | Stade Degouve-Brabant, Arras Spectateurs : 0 (huis-clos) |

| 7 février 2021 | ES Lambres-lez-Douai (R1)                     | 4 - 0   | US Laon (R1) |                                                                      |                                                                      |
| 13 h 30        | Benguesmia 23e 63e · Halluin 29e · Ahoure 53e | (2 - 0) |              | Stade Robert-Drecourt, Lambres-lez-Douai Spectateurs : 0 (huis-clos) | Stade Robert-Drecourt, Lambres-lez-Douai Spectateurs : 0 (huis-clos) |

| 7 février 2021 | SC Bailleul (R3) | 1 - 2   | AS Steenvoorde (R1) |                                                                       |                                                                       |
| 13 h 30        |                  | (1 - 1) |                     | Complexe sportif Charles-Lesage, Bailleul Spectateurs : 0 (huis-clos) | Complexe sportif Charles-Lesage, Bailleul Spectateurs : 0 (huis-clos) |

| 7 février 2021 | ESC Longueau (R1) | 1 - 3   | AS Beauvais Oise (N2)               |                                                        |                                                        |
| 13 h 30        | Dobelle 65e (csc) | (0 - 2) | 24e Haddou · 33e Doré · 74e Rodrigo | Stade Émile-Noël, Longueau Spectateurs : 0 (huis-clos) | Stade Émile-Noël, Longueau Spectateurs : 0 (huis-clos) |

- Ligues Hauts-de-France & Corse

| 7 février 2021 | USSM Loos-en-Gohelle (R1) | 0 - 0 5 - 6 t. a. b. | US Saint-Omer (N3) |                                                                |                                                                |
| 13 h 30        |                           | (0 - 0)              |                    | Stade Eric Sikora, Loos-en-Gohelle Spectateurs : 0 (huis-clos) | Stade Eric Sikora, Loos-en-Gohelle Spectateurs : 0 (huis-clos) |
| 13 h 30        | Tirs au but 5 - 6         |                      |                    | Stade Eric Sikora, Loos-en-Gohelle Spectateurs : 0 (huis-clos) | Stade Eric Sikora, Loos-en-Gohelle Spectateurs : 0 (huis-clos) |

| 7 février 2021 | GFC Ajaccio (N2)       | 2 - 2 4 - 3 t. a. b. | AS Furiani (N3) |                                                          |                                                          |
| 14 h 00        | Lopy 3e · Guerbert 21e | (2 - 1)              | 30e 60e Romain  | Stade Ange-Casanova, Ajaccio Spectateurs : 0 (huis-clos) | Stade Ange-Casanova, Ajaccio Spectateurs : 0 (huis-clos) |
| 14 h 00        | Tirs au but 4 - 3      |                      |                 | Stade Ange-Casanova, Ajaccio Spectateurs : 0 (huis-clos) | Stade Ange-Casanova, Ajaccio Spectateurs : 0 (huis-clos) |

- Ligue Méditerranée

| 7 février 2021 | ES Zacharienne (R1) | 0 - 0 3 - 5 t. a. b. | Athlético Marseille (N3) |                                                                    |                                                                    |
| 14 h 00        |                     | (0 - 0)              |                          | Stade François Coulomb, Saint-Zacharie Spectateurs : 0 (huis-clos) | Stade François Coulomb, Saint-Zacharie Spectateurs : 0 (huis-clos) |
| 14 h 00        | Tirs au but 3 - 5   |                      |                          | Stade François Coulomb, Saint-Zacharie Spectateurs : 0 (huis-clos) | Stade François Coulomb, Saint-Zacharie Spectateurs : 0 (huis-clos) |

| 7 février 2021 | AS Maximoise (R1) | 1 - 3 | Aubagne FC (N2) |                                                               |                                                               |
| 14 h 00        |                   |       |                 | Stade Gérard Rossi, Sainte-Maxime Spectateurs : 0 (huis-clos) | Stade Gérard Rossi, Sainte-Maxime Spectateurs : 0 (huis-clos) |

- Ligues Nouvelle Aquitaine & Occitanie

| 7 février 2021 | FCE Mérignac-Arlac (R1) | 1 - 0   | AS Aixe (R2) |                                                                    |                                                                    |
| 13 h 00        | Rafa 24e                | (1 - 0) |              | Stade Joseph Antoine Cruchon, Mérignac Spectateurs : 0 (huis-clos) | Stade Joseph Antoine Cruchon, Mérignac Spectateurs : 0 (huis-clos) |

| 7 février 2021 | FC Libourne (N3)  | 2 - 2 2 - 3 t. a. b. | US Lège-Cap-Ferret (N3) |                                                                 |                                                                 |
| 13 h 30        |                   | (1 - 0)              |                         | Stade Jean-Antoine-Moueix, Libourne Spectateurs : 0 (huis-clos) | Stade Jean-Antoine-Moueix, Libourne Spectateurs : 0 (huis-clos) |
| 13 h 30        | Tirs au but 2 - 3 |                      |                         | Stade Jean-Antoine-Moueix, Libourne Spectateurs : 0 (huis-clos) | Stade Jean-Antoine-Moueix, Libourne Spectateurs : 0 (huis-clos) |

| 7 février 2021 | ASL Billère (D1) | 0 - 1   | Aviron Bayonnais FC (N3) |                                                            |                                                            |
| 14 h 00        |                  | (0 - 0) | 88e Chort                | Annexe du Nouste Camp, Bizanos Spectateurs : 0 (huis-clos) | Annexe du Nouste Camp, Bizanos Spectateurs : 0 (huis-clos) |

| 7 février 2021 | Olympique Saint-Liguaire (R1) | 0 - 0 5 - 4 t. a. b. | Trélissac FC (N2) |                                                            |                                                            |
| 14 h 00        |                               | (0 - 0)              |                   | Stade de Saint Liguaire, Niort Spectateurs : 0 (huis-clos) | Stade de Saint Liguaire, Niort Spectateurs : 0 (huis-clos) |
| 14 h 00        | Tirs au but 5 - 4             |                      |                   | Stade de Saint Liguaire, Niort Spectateurs : 0 (huis-clos) | Stade de Saint Liguaire, Niort Spectateurs : 0 (huis-clos) |

| 7 février 2021 | AS Panazol (R2) | 0 - 3   | Olympique d'Alès en Cévennes (N3)     |                                                         |                                                         |
| 14 h 00        |                 | (0 - 0) | 49e 53e El Bakkal · 90+2e (pen.) Sbai | Stade de Morpiènas, Panazol Spectateurs : 0 (huis-clos) | Stade de Morpiènas, Panazol Spectateurs : 0 (huis-clos) |

| 7 février 2021 | Les Genêts d'Anglet (N3) | 0 - 1   | Stade Poitevin FC (N3) |                                                      |                                                      |
| 15 h 00        |                          | (0 - 1) | 27e Damessi            | Stade Saint-Jean, Anglet Spectateurs : 0 (huis-clos) | Stade Saint-Jean, Anglet Spectateurs : 0 (huis-clos) |

- Ligue Occitanie

| 7 février 2021 | Ent. St-Clément Montferrier (R1) | 2 - 1   | Marssac RSRDT (R1) |                                                                       |                                                                       |
| 13 h 30        |                                  | (1 - 1) |                    | Stade Ernest Brousse, Montferrier-sur-Lez Spectateurs : 0 (huis-clos) | Stade Ernest Brousse, Montferrier-sur-Lez Spectateurs : 0 (huis-clos) |

| 7 février 2021 | US Colomiers (N2) | 1 - 1 6 - 7 t. a. b. | Canet RFC (N2) |                                                                  |                                                                  |
| 13 h 30        | Cardinali 6e      | (1 - 0)              | 48e Posteraro  | Complexe Sportif Capitany, Colomiers Spectateurs : 0 (huis-clos) | Complexe Sportif Capitany, Colomiers Spectateurs : 0 (huis-clos) |
| 13 h 30        | Tirs au but 6 - 7 |                      |                | Complexe Sportif Capitany, Colomiers Spectateurs : 0 (huis-clos) | Complexe Sportif Capitany, Colomiers Spectateurs : 0 (huis-clos) |

| 7 février 2021 | AS Fabrègues (N3) | 1 - 0   | Onet-le-Château Football (R1) |                                                             |                                                             |
| 14 h 00        | ? 90+9e           | (0 - 0) |                               | Stade Joseph Jeanton, Fabrègues Spectateurs : 0 (huis-clos) | Stade Joseph Jeanton, Fabrègues Spectateurs : 0 (huis-clos) |

| 7 février 2021 | Castelnau-Le Crès FC (R1) | 2 - 0   | Montauban FC (R2) |                                                         |                                                         |
| 14 h 00        | ? 45e · ? 61e             | (1 - 0) |                   | Stade Roland-Gamet, Le Crès Spectateurs : 0 (huis-clos) | Stade Roland-Gamet, Le Crès Spectateurs : 0 (huis-clos) |

- Ligues Paris Île de France & Bourgogne-Franche-Comté

| 6 février 2021 | US Créteil-Lusitanos (N)                      | 4 - 2   | US Lusitanos Saint-Maur (N2) |                                                                  |                                                                  |
| 14 h 00        | Sawadogo 1re 69e · Belkouche 20e · Farade 58e | (2 - 1) | 33e Gonçalves · 75e Daninthe | Stade Dominique-Duvauchelle, Créteil Spectateurs : 0 (huis-clos) | Stade Dominique-Duvauchelle, Créteil Spectateurs : 0 (huis-clos) |

| 7 février 2021 | Jura Sud Foot (N2) | 1 - 1 4 - 5 t. a. b. | Racing Besançon (N3) |                                                                     |                                                                     |
| 13 h 00        | Kabeya 34e         | (1 - 0)              | 90e Fofana           | Stade Edouard Guillon, Chassal-Molinges Spectateurs : 0 (huis-clos) | Stade Edouard Guillon, Chassal-Molinges Spectateurs : 0 (huis-clos) |
| 13 h 00        | Tirs au but 4 - 5  |                      |                      | Stade Edouard Guillon, Chassal-Molinges Spectateurs : 0 (huis-clos) | Stade Edouard Guillon, Chassal-Molinges Spectateurs : 0 (huis-clos) |

| 7 février 2021 | CA Vitry (R1) | 0 - 4   | Saint-Brice FC (R1)                               |                                                                  |                                                                  |
| 13 h 30        |               | (0 - 1) | 14e Barbier · 53e 69e (pen.) Mafouta · 83e Amadou | Stade Roger-Couderc, Vitry-sur-Seine Spectateurs : 0 (huis-clos) | Stade Roger-Couderc, Vitry-sur-Seine Spectateurs : 0 (huis-clos) |

| 7 février 2021 | JA Drancy (N3) | 2 - 0   | Sénart-Moissy (R1) |                                                      |                                                      |
| 13 h 30        |                | (0 - 0) |                    | Stade Paul André, Drancy Spectateurs : 0 (huis-clos) | Stade Paul André, Drancy Spectateurs : 0 (huis-clos) |

| 7 février 2021 | UF Mâconnais (R1)        | 2 - 1   | US Cosne (R1) |                                                        |                                                        |
| 13 h 30        | Thoumin 17e · Vannet 79e | (1 - 0) | 84e Grebert   | Stade Pierre-Guérin, Mâcon Spectateurs : 0 (huis-clos) | Stade Pierre-Guérin, Mâcon Spectateurs : 0 (huis-clos) |

| 7 février 2021 | CA Pontarlier (N3) | 0 - 3   | FC Fleury 91 (N2)                   |                                                              |                                                              |
| 13 h 30        |                    | (0 - 1) | 25e · 75e Mangonzo · 90+1e Gamiette | Stade André-Hammerli, Pontarlier Spectateurs : 0 (huis-clos) | Stade André-Hammerli, Pontarlier Spectateurs : 0 (huis-clos) |

| 7 février 2021 | ASM Belfort FC (N2) | 1 - 3   | Louhans-Cuiseaux FC (N2)         |                                                          |                                                          |
| 14 h 00        | Gaye 83e (csc)      | (0 - 2) | 8e Larose · 24e Cissé · 53e Gaye | Stade Roger-Serzian, Belfort Spectateurs : 0 (huis-clos) | Stade Roger-Serzian, Belfort Spectateurs : 0 (huis-clos) |

| 13 février 2021 | Red Star FC (N) | 1 - 0   | FC 93 Bobigny-Bagnolet-Gagny (N2) |                                                               |                                                               |
| 13 h 30         | Gomel 90e       | (0 - 0) |                                   | Stade Bauer, Saint-Ouen-sur-Seine Spectateurs : 0 (huis-clos) | Stade Bauer, Saint-Ouen-sur-Seine Spectateurs : 0 (huis-clos) |

- Ligue Pays de la Loire & Normandie

| 5 février 2021 | US Quevilly-Rouen Métropole (N)    | 3 - 2   | US Avranches (N)          |                                                                     |                                                                     |
| 18 h 00        |                                    | (1 - 0) |                           | Stade Robert-Diochon, Le Petit-Quevilly Spectateurs : 0 (huis-clos) | Stade Robert-Diochon, Le Petit-Quevilly Spectateurs : 0 (huis-clos) |
| 18 h 00        | Remars 12e · Jung 51e · Pinson 89e |         | 54e Essende · 58e Anziani | Stade Robert-Diochon, Le Petit-Quevilly Spectateurs : 0 (huis-clos) | Stade Robert-Diochon, Le Petit-Quevilly Spectateurs : 0 (huis-clos) |

| 7 février 2021 | Olympique Saumur FC (N3) | 0 - 0 4 - 2 t. a. b. | Vendée Fontenay Foot (N3) |                                                               |                                                               |
| 13 h 30        |                          | (0 - 0)              |                           | Stade des Rives du Thouet, Saumur Spectateurs : 0 (huis-clos) | Stade des Rives du Thouet, Saumur Spectateurs : 0 (huis-clos) |
| 13 h 30        | Tirs au but 4 - 2        |                      |                           | Stade des Rives du Thouet, Saumur Spectateurs : 0 (huis-clos) | Stade des Rives du Thouet, Saumur Spectateurs : 0 (huis-clos) |

| 7 février 2021 | US Changé (N3) | 0 - 1   | VHF Les Herbiers (N2) |                                                            |                                                            |
| 13 h 30        |                | (0 - 1) | 42e Grellier          | Stade Auguste-Dalibard, Changé Spectateurs : 0 (huis-clos) | Stade Auguste-Dalibard, Changé Spectateurs : 0 (huis-clos) |

| 7 février 2021 | FC Rouen (N2)                                 | 3 - 0   | AF Virois (N3) |                                                                     |                                                                     |
| 13 h 30        | Diarra 6e · Barthélémy 51e · Abdelmoula 90+3e | (1 - 0) |                | Stade Robert-Diochon, Le Petit-Quevilly Spectateurs : 0 (huis-clos) | Stade Robert-Diochon, Le Petit-Quevilly Spectateurs : 0 (huis-clos) |

| 7 février 2021 | ESM Gonfreville (R1)                         | 4 - 0   | ESFC Falaise (R2) |                                                                        |                                                                        |
| 13 h 30        | Kerkouche 16e 76e · Diallo 81e · Mankour 88e | (1 - 0) |                   | Stade Maurice-Baquet, Gonfreville-l'Orcher Spectateurs : 0 (huis-clos) | Stade Maurice-Baquet, Gonfreville-l'Orcher Spectateurs : 0 (huis-clos) |

| 7 février 2021 | Avant-Garde caennaise (N3) | 0 - 1   | Voltigeurs de Châteaubriant (N2) |                                                                    |                                                                    |
| 13 h 30        |                            | (0 - 0) | 46e Fayolle                      | Stade de Venoix - Claude-Mercier, Caen Spectateurs : 0 (huis-clos) | Stade de Venoix - Claude-Mercier, Caen Spectateurs : 0 (huis-clos) |

| 13 février 2021 | US Saint-Philbert-de-Grand-Lieu (N3) | 1 - 3   | Stade lavallois (N)                    |                                                                                         |                                                                                         |
| 13 h 30         | Zainek 53e                           | (0 - 2) | 39e Taha · 43e Simbakoli · 62e Robinet | Complexe Sportif des Chevrets, Saint-Philbert-de-Grand-Lieu Spectateurs : 0 (huis-clos) | Complexe Sportif des Chevrets, Saint-Philbert-de-Grand-Lieu Spectateurs : 0 (huis-clos) |

| 14 février 2021 | Élan de Gorges (R2) | 0 - 0 2 - 3 t. a. b. | Sablé FC (N3) |                                                              |                                                              |
| 13 h 30         |                     | (0 - 0)              |               | Stade Maujouan-du-Gasset, Gorges Spectateurs : 0 (huis-clos) | Stade Maujouan-du-Gasset, Gorges Spectateurs : 0 (huis-clos) |
| 13 h 30         | Tirs au but 2 - 3   |                      |               | Stade Maujouan-du-Gasset, Gorges Spectateurs : 0 (huis-clos) | Stade Maujouan-du-Gasset, Gorges Spectateurs : 0 (huis-clos) |

### Huitième tour

#### Outre-Mer
Lors du COMEX datant du 25 novembre 2020, la FFF a décidé que les rencontres du huitième tour devraient se faire entre les 4 clubs ultramarins ayant joué le 7e tour en novembre 2020. La Martinique, n'est pas incluse dans cette décision car le département était à ce moment en confinement ; de ce fait, le représentant de Martinique est qualifié directement pour les 32es de finale.
| 20 décembre 2020                    | JS Saint-Pierroise (R1 Réunion) | 1 - 1 4 - 5 t. a. b. | FC Mtsapéré (R1 Mayotte) | | |
| 15 h 30 UTC+04:00 12 h 30 UTC+01:00 | L.Riviere 22e                   | (1 - 0)              | 80e D.Ali Nokowa         | Stade Michel-Volnay, Saint-Pierre Spectateurs : 0 (huis-clos) Diffuseur : Mayotte la 1ère, Réunion la 1ère | Stade Michel-Volnay, Saint-Pierre Spectateurs : 0 (huis-clos) Diffuseur : Mayotte la 1ère, Réunion la 1ère |
| 15 h 30 UTC+04:00 12 h 30 UTC+01:00 | Tirs au but 4 - 5               |                      |                          | Stade Michel-Volnay, Saint-Pierre Spectateurs : 0 (huis-clos) Diffuseur : Mayotte la 1ère, Réunion la 1ère | Stade Michel-Volnay, Saint-Pierre Spectateurs : 0 (huis-clos) Diffuseur : Mayotte la 1ère, Réunion la 1ère |

| 20 décembre 2020                    | US Sinnamary (R1 Guyane)     | 2 - 0 | Le Phare de Petit-Canal (R1 Guadeloupe) | | |
| 15 h 30 UTC-03:00 19 h 30 UTC+01:00 | A.Rodja 65e · S. Maabo 90+4e |       |                                         | Stade Edmard-Lama, Remire-Montjoly Spectateurs : 0 (huis-clos) Diffuseur : Guadeloupe la 1ère, Guyane la 1ère | Stade Edmard-Lama, Remire-Montjoly Spectateurs : 0 (huis-clos) Diffuseur : Guadeloupe la 1ère, Guyane la 1ère |

#### Métropole
À ce stade de la compétition, le Petit Poucet est le club de l'OS Aire-sur-la-Lys, évoluant en Régionale 2 (niveau 7) 
À l'instar du 7e tour, il n'y a pas de tirage au sort. Les rencontres restent régionalisées et sont déterminées à l'instar d'un tableau de tennis (ex: le vainqueur du match 1 affronte le vainqueur du match 2),.
- Ligue Auvergne-Rhône-Alpes

| 13 février 2021 | Vénissieux FC (R1) | 0 - 1   | FC Annecy (N) |                                                             |                                                             |
| 14 h 05         |                    | (0 - 0) | 84e Mogni     | Stade Laurent Gérin, Vénissieux Spectateurs : 0 (huis-clos) | Stade Laurent Gérin, Vénissieux Spectateurs : 0 (huis-clos) |

| 14 février 2021 | US Feurs (R1)     | 0 - 0 3 - 4 t. a. b. | Le Puy Foot 43 (N2) |                                                          |                                                          |
| 13 h 30         |                   | (0 - 0)              |                     | Stade Maurice-Rousson, Feurs Spectateurs : 0 (huis-clos) | Stade Maurice-Rousson, Feurs Spectateurs : 0 (huis-clos) |
| 13 h 30         | Tirs au but 3 - 4 |                      |                     | Stade Maurice-Rousson, Feurs Spectateurs : 0 (huis-clos) | Stade Maurice-Rousson, Feurs Spectateurs : 0 (huis-clos) |

| 14 février 2021 | FC Chamalières (N2) | 1 - 1 5 - 3 t. a. b. | Andrézieux-Bouthéon FC (N2) |                                                                        |                                                                        |
| 14 h 00         | Rance 67e           | (0 - 1)              | 9e Diallo                   | Complexe sportif Claude Wolff, Chamalières Spectateurs : 0 (huis-clos) | Complexe sportif Claude Wolff, Chamalières Spectateurs : 0 (huis-clos) |
| 14 h 00         | Tirs au but 5 - 3   |                      |                             | Complexe sportif Claude Wolff, Chamalières Spectateurs : 0 (huis-clos) | Complexe sportif Claude Wolff, Chamalières Spectateurs : 0 (huis-clos) |

| 14 février 2021 | GF Albanais (N2)                                       | 5 - 1   | AS Saint-Priest (N2) |                                                           |                                                           |
| 13 h 30         | Cotin 11e 85e · Di Stephano 19e · Peuget 35e · 47e Gay | (2 - 1) | 30e Burban           | Stade des Grangettes, Rumilly Spectateurs : 0 (huis-clos) | Stade des Grangettes, Rumilly Spectateurs : 0 (huis-clos) |

- Ligue Bretagne

| 14 février 2021 | US Montagnarde (R1) | 1 - 0   | Dinan-Léhon FC (N3) |                                                                |                                                                |
| 13 h 30         | Blayo 44e           | (1 - 0) |                     | Stade Mané-Braz, Inzinzac-Lochrist Spectateurs : 0 (huis-clos) | Stade Mané-Braz, Inzinzac-Lochrist Spectateurs : 0 (huis-clos) |

| 14 février 2021 | Saint-Colomban Locminé (N3) | 0 - 1   | FC Guichen (R1) |                                                            |                                                            |
| 13 h 30         |                             | (0 - 0) | 79e Bertin      | Stade du Pigeon Blanc, Locminé Spectateurs : 0 (huis-clos) | Stade du Pigeon Blanc, Locminé Spectateurs : 0 (huis-clos) |

| 16 février 2021 | US Saint-Malo (N2) | 0 - 2   | Stade briochin (N)         |                                                           |                                                           |
| 13 h 30         |                    | (0 - 0) | 62e Lavigne · 78e Bloudeau | Stade de Marville, Saint-Malo Spectateurs : 0 (huis-clos) | Stade de Marville, Saint-Malo Spectateurs : 0 (huis-clos) |

- Ligue Centre-Val de Loire

| 13 février 2021 | US Orléans (N)    | 1 - 1 2 - 4 t. a. b. | SO Romorantin (N2) |                                                         |                                                         |
| 13 h 30         | Carnejy 74e       | (0 - 1)              | 10e Payet          | Stade de la Source, Orléans Spectateurs : 0 (huis-clos) | Stade de la Source, Orléans Spectateurs : 0 (huis-clos) |
| 13 h 30         | Tirs au but 2 - 4 |                      |                    | Stade de la Source, Orléans Spectateurs : 0 (huis-clos) | Stade de la Source, Orléans Spectateurs : 0 (huis-clos) |

- Ligue Grand-Est

| 14 février 2021 | FC Soleil Bischheim (R1) | 0 - 1   | SC Schiltigheim (N2) |                                                        |                                                        |
| 14 h 00         |                          | (0 - 0) | 88e Socka            | Parc des sports, Bischheim Spectateurs : 0 (huis-clos) | Parc des sports, Bischheim Spectateurs : 0 (huis-clos) |

| 14 février 2021 | FCSR Haguenau (N2) | 2 - 2 4 - 5 t. a. b. | FC Saint-Louis Neuweg (N3) |                                                       |                                                       |
| 14 h 00         | 54e · 65e (pen.)   | (0 - 1)              | 9e Varsovie · 82e Badi     | Parc des sports, Haguenau Spectateurs : 0 (huis-clos) | Parc des sports, Haguenau Spectateurs : 0 (huis-clos) |
| 14 h 00         | Tirs au but 4 - 5  |                      |                            | Parc des sports, Haguenau Spectateurs : 0 (huis-clos) | Parc des sports, Haguenau Spectateurs : 0 (huis-clos) |

| 14 février 2021 | FC Saint-Méziéry (R1) | 0 - 5   | CS Sedan Ardennes (N2)                                     |                                                     |                                                     |
| 13 h 30         |                       | (0 - 3) | 6e Borgniet · 8e Geran · 29e 65e Ramalingom · 72e Quarshie | Stade du Rethel, Rethel Spectateurs : 0 (huis-clos) | Stade du Rethel, Rethel Spectateurs : 0 (huis-clos) |

| 14 février 2021 | CSO Amneville (N3) | 0 - 0 4 - 5 t. a. b. | AS Prix-lès-Mézières (N3) |                                                             |                                                             |
| 13 h 30         |                    | (0 - 0)              |                           | Stade André-Valentin, Amnéville Spectateurs : 0 (huis-clos) | Stade André-Valentin, Amnéville Spectateurs : 0 (huis-clos) |
| 13 h 30         | Tirs au but 4 - 5  |                      |                           | Stade André-Valentin, Amnéville Spectateurs : 0 (huis-clos) | Stade André-Valentin, Amnéville Spectateurs : 0 (huis-clos) |

- Ligue Hauts de France

| 14 février 2021 | OS Aire-sur-la-Lys (R2) | 0 - 0 4 - 2 t. a. b. | AC Amiens (N3) |                                                                           |                                                                           |
| 13 h 30         |                         | (0 - 0)              |                | Parc des Sports Paul-Nestier, Aire-sur-la-Lys Spectateurs : 0 (huis-clos) | Parc des Sports Paul-Nestier, Aire-sur-la-Lys Spectateurs : 0 (huis-clos) |
| 13 h 30         | Tirs au but 4 - 2       |                      |                | Parc des Sports Paul-Nestier, Aire-sur-la-Lys Spectateurs : 0 (huis-clos) | Parc des Sports Paul-Nestier, Aire-sur-la-Lys Spectateurs : 0 (huis-clos) |

| 14 février 2021 | FC Loon-Plage (R1) | 1 - 1 4 - 2 t. a. b. | Arras FA (R1) |                                                              |                                                              |
| 13 h 30         | Milliot 26e        | (1 - 1)              | 45e Steppe    | Stade Marcel-Rosseel, Loon-Plage Spectateurs : 0 (huis-clos) | Stade Marcel-Rosseel, Loon-Plage Spectateurs : 0 (huis-clos) |
| 13 h 30         | Tirs au but 4 - 2  |                      |               | Stade Marcel-Rosseel, Loon-Plage Spectateurs : 0 (huis-clos) | Stade Marcel-Rosseel, Loon-Plage Spectateurs : 0 (huis-clos) |

| 14 février 2021 | AS Steenvoorde (R1)                  | 2 - 4   | AS Beauvais Oise (N2)                    |                                                          |                                                          |
| 13 h 30         | Fontaine 16e · Carpentier 58e (pen.) | (1 - 1) | 28e Rodrigo · 65e (pen.) Fallempin · 90e | Stade municipal, Steenvoorde Spectateurs : 0 (huis-clos) | Stade municipal, Steenvoorde Spectateurs : 0 (huis-clos) |

| 16 février 2021 | US Boulogne CO (N)                                 | 5 - 0   | ES Lambres-lez-Douai (R1) |                                                                      |                                                                      |
| 13 h 30         | Abdeldjelil 8e 51e 62e · Moussaki 34e · Idazza 85e | (2 - 0) |                           | Stade de la Libération, Boulogne-sur-Mer Spectateurs : 0 (huis-clos) | Stade de la Libération, Boulogne-sur-Mer Spectateurs : 0 (huis-clos) |

- Ligues Hauts-de-France & Corse

| 14 février 2021 | US Saint-Omer (N3) | 0 - 1   | GFC Ajaccio (N2) |                                                             |                                                             |
| 13 h 00         |                    | (0 - 0) | 90+1e (csc)      | Stade Gaston Bonnet, Saint-Omer Spectateurs : 0 (huis-clos) | Stade Gaston Bonnet, Saint-Omer Spectateurs : 0 (huis-clos) |

- Ligue Méditerranée

| 14 février 2021 | Athlético Marseille (N3) | 0 - 0 4 - 5 t. a. b. | Aubagne FC (N2) |                                                            |                                                            |
| 14 h 00         |                          | (0 - 0)              |                 | Stade la Rive Verte, Marseille Spectateurs : 0 (huis-clos) | Stade la Rive Verte, Marseille Spectateurs : 0 (huis-clos) |
| 14 h 00         | Tirs au but 4 - 5        |                      |                 | Stade la Rive Verte, Marseille Spectateurs : 0 (huis-clos) | Stade la Rive Verte, Marseille Spectateurs : 0 (huis-clos) |

- Ligues Nouvelle Aquitaine & Occitanie

| 14 février 2021 | US Lège-Cap-Ferret (N3) | 1 - 0   | Aviron Bayonnais FC (N3) |                                                                 |                                                                 |
| 14 h 00         | Eppert 35e              | (1 - 0) |                          | Stade Louis Goubet, Lège-Cap-Ferret Spectateurs : 0 (huis-clos) | Stade Louis Goubet, Lège-Cap-Ferret Spectateurs : 0 (huis-clos) |

| 14 février 2021 | FCE Mérignac-Arlac (R1) | 1 - 4   | Stade Poitevin FC (N3)             |                                                                    |                                                                    |
| 13 h 30         | Beddouri 31e            | (1 - 1) | 11e 65e (pen.) Cuvier · 48e Bisson | Stade Joseph-Antoine Cruchon, Mérignac Spectateurs : 0 (huis-clos) | Stade Joseph-Antoine Cruchon, Mérignac Spectateurs : 0 (huis-clos) |

| 14 février 2021 | Olympique Saint-Liguaire (R1) | 0 - 2   | Olympique d'Alès en Cévennes (N3) |                                                            |                                                            |
| 14 h 00         |                               | (0 - 1) | 30e Franco · 90e El Bakkal        | Stade de Saint Liguaire, Niort Spectateurs : 0 (huis-clos) | Stade de Saint Liguaire, Niort Spectateurs : 0 (huis-clos) |

- Ligue Occitanie

| 14 février 2021 | Ent. St-Clément Montferrier (R1) | 0 - 2 | Canet RFC (N2)               |                                                                       |                                                                       |
| 14 h 00         |                                  |       | 70e Piotton · 76e Gasparotto | Stade Ernest Brousse, Montferrier-sur-Lez Spectateurs : 0 (huis-clos) | Stade Ernest Brousse, Montferrier-sur-Lez Spectateurs : 0 (huis-clos) |

| 14 février 2021 | AS Fabrègues (N3)                    | 4 - 1   | Castelnau-Le Crès FC (R1) |                                                             |                                                             |
| 13 h 30         | Ouabi 12e 46e 67e (pen.) · Lopes 84e | (1 - 0) | 70e                       | Stade Joseph Jeanton, Fabrègues Spectateurs : 0 (huis-clos) | Stade Joseph Jeanton, Fabrègues Spectateurs : 0 (huis-clos) |

- Ligues Paris Île de France & Bourgogne-Franche-Comté

| 14 février 2021 | Racing Besançon (N3) | 0 - 1 | UF Mâconnais (R1) |                                                          |                                                          |
| 13 h 30         |                      |       | But inscrit       | Stade Léo Lagrange, Besançon Spectateurs : 0 (huis-clos) | Stade Léo Lagrange, Besançon Spectateurs : 0 (huis-clos) |

| 14 février 2021 | Louhans-Cuiseaux FC (N2) | 0 - 1   | FC Fleury 91 (N2) |                                                              |                                                              |
| 13 h 30         |                          | (0 - 1) | 31e Touré         | Parc des sports du Bram, Louhans Spectateurs : 0 (huis-clos) | Parc des sports du Bram, Louhans Spectateurs : 0 (huis-clos) |

| 14 février 2021 | Saint-Brice FC (R1) | 2 - 0   | JA Drancy (N3) |                                                                        |                                                                        |
| 13 h 30         | Mafouta 69e · 84e   | (0 - 0) |                | Stade Léon Graffin, Saint-Brice-sous-Forêt Spectateurs : 0 (huis-clos) | Stade Léon Graffin, Saint-Brice-sous-Forêt Spectateurs : 0 (huis-clos) |

| 16 février 2021 | US Créteil-Lusitanos (N) | 1 - 2   | Red Star FC (N)           |                                                                  |                                                                  |
| 14 h 00         | Pancrate 37e             | (1 - 1) | 5e Ba · 71e (pen.) Durand | Stade Dominique-Duvauchelle, Créteil Spectateurs : 0 (huis-clos) | Stade Dominique-Duvauchelle, Créteil Spectateurs : 0 (huis-clos) |

- Ligue Pays de la Loire & Normandie

| 13 février 2021 | US Quevilly-Rouen Métropole (N) | 1 - 0   | FC Rouen (N2) |                                                                     |                                                                     |
| 19 h 00         | Jung 57e                        | (0 - 0) |               | Stade Robert-Diochon, Le Petit-Quevilly Spectateurs : 0 (huis-clos) | Stade Robert-Diochon, Le Petit-Quevilly Spectateurs : 0 (huis-clos) |

| 14 février 2021 | ESM Gonfreville (R1) | 0 - 2   | Voltigeurs de Châteaubriant (N2) |                                                                        |                                                                        |
| 13 h 30         |                      | (0 - 0) | 61e Soumano · 67e Vernet         | Stade Maurice-Baquet, Gonfreville-l'Orcher Spectateurs : 0 (huis-clos) | Stade Maurice-Baquet, Gonfreville-l'Orcher Spectateurs : 0 (huis-clos) |

| 16 février 2021 | VHF Les Herbiers (N2)                        | 3 - 0   | Stade lavallois (N) |                                                             |                                                             |
| 14 h 00         | Grellier 10e · Assoumin 62e · Schuster 90+6e | (1 - 0) |                     | Stade Massabielle, Les Herbiers Spectateurs : 0 (huis-clos) | Stade Massabielle, Les Herbiers Spectateurs : 0 (huis-clos) |

| 17 février 2021 | Sablé FC (N3) | 1 - 4   | Olympique Saumur FC (N3) |                                                                  |                                                                  |
| 13 h 30         | 67e           | (0 - 2) | 35e · 44e · 64e ·        | Stade Rémy-Lambert, Sablé-sur-Sarthe Spectateurs : 0 (huis-clos) | Stade Rémy-Lambert, Sablé-sur-Sarthe Spectateurs : 0 (huis-clos) |

### Trente-deuxièmes de finale
Les 31 clubs métropolitains issus du 7e tour sont rejoints par les 3 clubs ultramarins. À ce stade de la compétition, le Petit Poucet est le club de l'Omni Sports d'Aire-sur-la-Lys, évoluant en Régionale 2 (niveau 7).
La FFF décide d'opposer les représentants de Guyane et Martinique tandis que le club de FC Mtsapéré se déplace en métropole pour affronter un club amateur.
Le tirage au sort des autres rencontres a lieu le 12 février. Se tenant au siège de la FFF, il est effectué par Gaetane Thiney et diffusé sur FFFTV.
Les clubs sont répartis géographiquement en 4 poules de 8 équipes, y compris le FC Mtsapéré placé dans la poule "ouest".
Les rencontres ont lieu les samedi 20 et dimanche 21 février sauf celle opposant les clubs d'outre mer,.
- Outre-Mer

| 30 janvier 2021                     | US Sinnamary (R1 Guyane) | 1 - 1 1 - 3 t. a. b. | Club franciscain (R1 Martinique) | | |
| 15 h 30 UTC-03:00 19 h 30 UTC+01:00 | Rodja Aninie 15e (pen.)  | (1 - 1)              | 36e Stéphane Abaul               | Stade Edmard-Lama, Remire-Montjoly (Guyane) Spectateurs : 500 Diffuseur : Guyane la 1ère, Martinique la 1ère Arbitrage : Olivier Thual | Stade Edmard-Lama, Remire-Montjoly (Guyane) Spectateurs : 500 Diffuseur : Guyane la 1ère, Martinique la 1ère Arbitrage : Olivier Thual |
| 15 h 30 UTC-03:00 19 h 30 UTC+01:00 | Tirs au but 1 - 3        |                      |                                  | Stade Edmard-Lama, Remire-Montjoly (Guyane) Spectateurs : 500 Diffuseur : Guyane la 1ère, Martinique la 1ère Arbitrage : Olivier Thual | Stade Edmard-Lama, Remire-Montjoly (Guyane) Spectateurs : 500 Diffuseur : Guyane la 1ère, Martinique la 1ère Arbitrage : Olivier Thual |

- Groupe A

| 21 février 2021 | Olympique d'Alès en Cévennes (N3) | 2 - 0   | AS Fabrègues (N3) |                            |                            |
| 14 h 00         | 40e · El Bakkal 47e               | (1 - 0) |                   | Stade Pierre-Pibarot, Alès | Stade Pierre-Pibarot, Alès |

| 21 février 2021 | Le Puy Foot 43 (N2) | 0 - 0 5 - 4 t. a. b. | FC Chamalières (N2) |                                       |                                       |
| 14 h 00         |                     | (0 - 0)              |                     | Stade Charles Massot, Le Puy-en-Velay | Stade Charles Massot, Le Puy-en-Velay |
| 14 h 00         | Tirs au but 5 - 4   |                      |                     | Stade Charles Massot, Le Puy-en-Velay | Stade Charles Massot, Le Puy-en-Velay |

| 21 février 2021 | Aubagne FC (N2)   | 2 - 2 4 - 2 t. a. b. | US Lège-Cap-Ferret (N3) |                                      |                                      |
| 13 h 00         | Gomis 39e · 67e   | (1 - 0)              | 53e · 62e               | Stade de Lattre-de-Tassigny, Aubagne | Stade de Lattre-de-Tassigny, Aubagne |
| 13 h 00         | Tirs au but 4 - 2 |                      |                         | Stade de Lattre-de-Tassigny, Aubagne | Stade de Lattre-de-Tassigny, Aubagne |

| 21 février 2021 | Canet RFC (N2)    | 1 - 1 4 - 2 t. a. b. | Stade Poitevin FC (N3) |                                         |                                         |
| 14 h 00         | Koné 85e          | (0 - 0)              | 55e Neto               | Stade Saint-Michel, Canet-en-Roussillon | Stade Saint-Michel, Canet-en-Roussillon |
| 14 h 00         | Tirs au but 4 - 2 |                      |                        | Stade Saint-Michel, Canet-en-Roussillon | Stade Saint-Michel, Canet-en-Roussillon |

- Groupe B

| 20 février 2021 | FC Fleury 91 (N2) | 1 - 1 4 - 5 t. a. b. | FC Annecy (N) |                               |                               |
| 13 h 30         | But inscrit       | (0 - 0)              | But inscrit   | Stade Robert-Bobin, Bondoufle | Stade Robert-Bobin, Bondoufle |
| 13 h 30         | Tirs au but 4 - 5 |                      |               | Stade Robert-Bobin, Bondoufle | Stade Robert-Bobin, Bondoufle |

| 21 février 2021 | SC Schiltigheim (N2) | 0 - 4   | CS Sedan Ardennes (N2)                                      |                              |                              |
| 14 h 00         |                      | (0 - 3) | 11e Dahchour · 36e Ramalingom · 45e Bijimine · 51e Quarshie | Stade de l'Aar, Schiltigheim | Stade de l'Aar, Schiltigheim |
| 14 h 00         | 17e                  |         |                                                             | Stade de l'Aar, Schiltigheim | Stade de l'Aar, Schiltigheim |

| 21 février 2021 | UF Mâcon (R1 Bourgogne-Franche-Comté) | 0 - 0 2 - 4 t. a. b. | FC Saint-Louis Neuweg (N3) |                            |                            |
| 15 h 00         |                                       | (0 - 0)              |                            | Stade Pierre-Guérin, Mâcon | Stade Pierre-Guérin, Mâcon |
| 15 h 00         | Tirs au but 2 - 4                     |                      |                            | Stade Pierre-Guérin, Mâcon | Stade Pierre-Guérin, Mâcon |

| 21 février 2021 | GF Albanais (N2)  | 0 - 0 4 - 2 t. a. b. | AS Prix-lès-Mézières (N3) |                               |                               |
| 13 h 30         |                   | (0 - 0)              |                           | Stade des Grangettes, Rumilly | Stade des Grangettes, Rumilly |
| 13 h 30         |                   | 86e Marbeuhan ·      |                           | Stade des Grangettes, Rumilly | Stade des Grangettes, Rumilly |
| 13 h 30         | Tirs au but 4 - 2 |                      |                           | Stade des Grangettes, Rumilly | Stade des Grangettes, Rumilly |

- Groupe C

| 20 février 2021 | US Montagnarde (R1 Bretagne) | 1 - 1 3 - 2 t. a. b. | Stade briochin (N) |                                    |                                    |
| 13 h 30         | Rahmane Barry 32e            | (1 - 1)              | 41e Illien         | Stade Mané-Braz, Inzinzac-Lochrist | Stade Mané-Braz, Inzinzac-Lochrist |
| 13 h 30         | Tirs au but 3 - 2            |                      |                    | Stade Mané-Braz, Inzinzac-Lochrist | Stade Mané-Braz, Inzinzac-Lochrist |

| 21 février 2021 | FC Guichen (R1 Bretagne) | 0 - 1   | Olympique Saumur FC (N3) |                                |                                |
| 13 h 30         |                          | (0 - 0) | 69e Bouhoutt             | Stade Charles Gautier, Guichen | Stade Charles Gautier, Guichen |

| 21 février 2021 | VHF Les Herbiers (N2) | 0 - 1   | Voltigeurs de Châteaubriant (N2) |                                 |                                 |
| 14 h 00         |                       | (0 - 0) | 51e Soumano                      | Stade Massabielle, Les Herbiers | Stade Massabielle, Les Herbiers |

| 25 février 2021 | SO Romorantin (N2)       | 2 - 0   | FC Mtsapéré (R1 Mayotte) |                                                                          |                                                                          |
| 14 h 00         | 13e Abelinti · 18e Payet | (2 - 0) |                          | Stade Jules-Ladoumègue, Romorantin-Lanthenay Diffuseur : Mayotte la 1ère | Stade Jules-Ladoumègue, Romorantin-Lanthenay Diffuseur : Mayotte la 1ère |

- Groupe D

| 20 février 2021 | Red Star FC (N)              | 2 - 1   | US Quevilly-Rouen Métropole (N) |                                   |                                   |
| 14 h 00         | 39e De Almeida · 82e Akassou | (1 - 1) | 2e Sissoko                      | Stade Bauer, Saint-Ouen-sur-Seine | Stade Bauer, Saint-Ouen-sur-Seine |

| 20 février 2021 | FC Loon-Plage (R1 Hauts-de-France) | 0 - 3   | US Boulogne CO (N)                     |                                  |                                  |
| 13 h 30         |                                    | (0 - 1) | 11e Pierret · 48e Idazza · 87e Odzoumo | Stade Marcel-Rosseel, Loon-Plage | Stade Marcel-Rosseel, Loon-Plage |

| 21 février 2021 | OS Aire-sur-la-Lys (R2 Hauts-de-France) | 1 - 4   | AS Beauvais Oise (N2)                   |                                               |                                               |
| 13 h 30         | Guilbert 42e                            | (1 - 2) | 23e 49e 77e Duhamel · 26e (pen.) Haddou | Parc des sports Paul Nestier, Aire-sur-la-Lys | Parc des sports Paul Nestier, Aire-sur-la-Lys |

| 21 février 2021 | Saint-Brice FC (R1 Paris Île-de-France) | 0 - 1   | GFC Ajaccio (N2) |                                            |                                            |
| 14 h 00         |                                         | (0 - 1) | 18e Penneteau    | Stade Léon Graffin, Saint-Brice-sous-Forêt | Stade Léon Graffin, Saint-Brice-sous-Forêt |

## Voie des Clubs de L1 et L2

### Huitième tour
Les 20 clubs de Ligue 2 entrent en lice lors de ce 8e tour. Le tirage au sort a lieu le 7 janvier 2021 dans les locaux d'Eurosport France et est réalisé par Cléopâtre Darleux. Pour celui-ci, les clubs sont répartis en 5 groupes régionaux de 4 équipes.
Les rencontres ont lieu les mardi 19 et mercredi 20 janvier.
- Groupe A

| 19 janvier 2021 | Valenciennes FC (L2)             | 2 - 0   | FC Chambly Oise (L2) |                                                                                       |                                                                                       |
| 18h00           | Cabral 8e · Guillaume 17e (pen.) | (2 - 0) |                      | Stade du Hainaut, Valenciennes Spectateurs : 0 (huis-clos) Arbitrage : Mehdi Mokhtari | Stade du Hainaut, Valenciennes Spectateurs : 0 (huis-clos) Arbitrage : Mehdi Mokhtari |

| 19 janvier 2021 | USL Dunkerque (L2)                   | 1 - 1 2 - 4 t. a. b. | Amiens SC (L2)                               |                                                                                        |                                                                                        |
| 18h00           | Tchokounté 81e                       | (0 - 1)              | 43e Blin                                     | Stade Marcel-Tribut, Dunkerque Spectateurs : 0 (huis-clos) Arbitrage : Sylvain Palhies | Stade Marcel-Tribut, Dunkerque Spectateurs : 0 (huis-clos) Arbitrage : Sylvain Palhies |
| 18h00           | Romil · Dudouit · Bosca · Tchokounté | Tirs au but 2 - 4    | Lomotey · Sangaré · Ciss · Bianchini · Akolo | Stade Marcel-Tribut, Dunkerque Spectateurs : 0 (huis-clos) Arbitrage : Sylvain Palhies | Stade Marcel-Tribut, Dunkerque Spectateurs : 0 (huis-clos) Arbitrage : Sylvain Palhies |

- Groupe B

| 19 janvier 2021 | Pau FC (L2)                                                                  | 0 - 0 7 - 8 t. a. b. | Rodez AF (L2)                                                                           |                                                                                |                                                                                |
| 18h00           |                                                                              | (0 - 0)              |                                                                                         | Stade du Hameau, Pau Spectateurs : 0 (huis-clos) Arbitrage : Pierre Gaillouste | Stade du Hameau, Pau Spectateurs : 0 (huis-clos) Arbitrage : Pierre Gaillouste |
| 18h00           | Armand · Diatta · Ba · Koffi · Ndiaye · Daubin · Zahary · Batisse · Sadzoute | Tirs au but 7 - 8    | Leborgne · Dieng · Kerouedan · David · Boissier · Ouhafsa · Ruffaut · Roche · Chougrani | Stade du Hameau, Pau Spectateurs : 0 (huis-clos) Arbitrage : Pierre Gaillouste | Stade du Hameau, Pau Spectateurs : 0 (huis-clos) Arbitrage : Pierre Gaillouste |

| 20 janvier 2021 | Toulouse FC (L2) | 1 - 0   | Chamois niortais FC (L2) |                                                                                         |                                                                                         |
| 18h00           | Bayo 36e         | (1 - 0) |                          | Stadium de Toulouse, Toulouse Spectateurs : 0 (huis-clos) Arbitrage : Nicolas Rainville | Stadium de Toulouse, Toulouse Spectateurs : 0 (huis-clos) Arbitrage : Nicolas Rainville |

- Groupe C

| 19 janvier 2021 | LB Châteauroux (L2) | 0 - 2   | AC Ajaccio (L2)           |                                                                                         |                                                                                         |
| 18h00           |                     | (0 - 1) | 17e Barreto · 61e Courtet | Stade Gaston-Petit, Châteauroux Spectateurs : 0 (huis-clos) Arbitrage : Mathieu Vernice | Stade Gaston-Petit, Châteauroux Spectateurs : 0 (huis-clos) Arbitrage : Mathieu Vernice |

| 20 janvier 2021 | Clermont Foot 63 (L2)                   | 1 - 1 2 - 4 t. a. b. | Grenoble Foot 38 (L2)                | | |
| 13h45           | Tell 33e                                | (1 - 1)              | 31e (csc) Djoco                      | Stade Gabriel-Montpied, Clermont-Ferrand Spectateurs : 0 (huis-clos) Diffuseur : France 3 Auvergne-Rhône-Alpes, Eurosport 2 Arbitrage : Olivier Thual | Stade Gabriel-Montpied, Clermont-Ferrand Spectateurs : 0 (huis-clos) Diffuseur : France 3 Auvergne-Rhône-Alpes, Eurosport 2 Arbitrage : Olivier Thual |
| 13h45           | Berthomier · Allevinah · Magnin · Rajot | Tirs au but 2 - 4    | Tapoko · Semedo · Pickel · Straalman | Stade Gabriel-Montpied, Clermont-Ferrand Spectateurs : 0 (huis-clos) Diffuseur : France 3 Auvergne-Rhône-Alpes, Eurosport 2 Arbitrage : Olivier Thual | Stade Gabriel-Montpied, Clermont-Ferrand Spectateurs : 0 (huis-clos) Diffuseur : France 3 Auvergne-Rhône-Alpes, Eurosport 2 Arbitrage : Olivier Thual |

- Groupe D

| 19 janvier 2021 | AJ Auxerre (L2) | 1 - 0 | ESTAC Troyes (L2) | | |
| 21h00           | Bellugou 57e    | (0-0) |                   | Stade de l'Abbé-Deschamps, Auxerre Spectateurs : 0 (huis-clos) Diffuseur : Eurosport 2 Arbitrage : Romain Delpech | Stade de l'Abbé-Deschamps, Auxerre Spectateurs : 0 (huis-clos) Diffuseur : Eurosport 2 Arbitrage : Romain Delpech |

| 20 janvier 2021 | AS Nancy-Lorraine (L2) | 0 - 1   | FC Sochaux-Montbéliard (L2) | | |
| 18h45           |                        | (0 - 0) | 60e (csc) El Kaoutari       | Stade Marcel-Picot, Tomblaine Spectateurs : 0 (huis-clos) Diffuseur : Eurosport 2 Arbitrage : Benjamin Lepaysant | Stade Marcel-Picot, Tomblaine Spectateurs : 0 (huis-clos) Diffuseur : Eurosport 2 Arbitrage : Benjamin Lepaysant |

- Groupe E

| 19 janvier 2021 | Le Havre AC (L2) | 0 - 1   | Paris FC (L2) |                                                                                       |                                                                                       |
| 16h00           |                  | (0 - 1) | 8e Martin     | Stade Océane, Le Havre Spectateurs : 0 (huis-clos) Arbitrage : Alexandre Perreau Niel | Stade Océane, Le Havre Spectateurs : 0 (huis-clos) Arbitrage : Alexandre Perreau Niel |

| 20 janvier 2021 | EA Guingamp (L2) | 1 - 3   | SM Caen (L2)                               | | |
| 21h00           | M'Changama 90+3e | (0 - 1) | 45e Deminguet · 47e Gioacchini · 75e Mendy | Stade de Roudourou, Guingamp Spectateurs : 0 (huis-clos) Diffuseur : Eurosport 2 Arbitrage : Romain Lissorgue | Stade de Roudourou, Guingamp Spectateurs : 0 (huis-clos) Diffuseur : Eurosport 2 Arbitrage : Romain Lissorgue |

### Trente-deuxièmes de finale
Les 10 clubs qualifiés de Ligue 2 du 8e tour sont rejoints par les 20 clubs de Ligue 1. Le tirage au sort a lieu le 7 janvier 2021 juste après celui du 8e tour, également dans les locaux d'Eurosport France et réalisé par Cléopâtre Darleux.
Les équipes sont réparties en 5 groupes de 6 équipes (4 clubs de Ligue 1 + 2 clubs de Ligue 2 issus du 8e tour).
Les rencontres ont lieu les 9, 10 et 11 février.
- Groupe A

| 9 février 2021 | Stade de Reims (L1)        | 3 - 4   | Valenciennes FC (L2)               | | |
| 18:30          | Sierhuis 30e · Dia 84e 90e | (1 - 1) | 22e 56e Guillaume · 64e 81e Cabral | Stade Auguste-Delaune, Reims Spectateurs : 0 (huis-clos) Diffuseur : Eurosport 2 Arbitrage : Jérémie Pignard | Stade Auguste-Delaune, Reims Spectateurs : 0 (huis-clos) Diffuseur : Eurosport 2 Arbitrage : Jérémie Pignard |

| 10 février 2021 | Amiens SC (L2) | 1 - 2   | FC Metz (L1)                         | | |
| 17:00           | Blin 51e       | (0 - 1) | 1re Leya Iseka · 90+3e (pen.) Vagner | Stade de la Licorne, Amiens Spectateurs : 0 (huis-clos) Diffuseur : Eurosport 2 Arbitrage : Olivier Thual | Stade de la Licorne, Amiens Spectateurs : 0 (huis-clos) Diffuseur : Eurosport 2 Arbitrage : Olivier Thual |

| 10 février 2021 | Dijon FCO (L1) | 0 - 1   | LOSC Lille (L1) | | |
| 19:00           |                | (0 - 1) | 16e Camara      | Stade Gaston-Gérard, Dijon Spectateurs : 0 (huis-clos) Diffuseur : Eurosport 2 Arbitrage : Willy Delajod | Stade Gaston-Gérard, Dijon Spectateurs : 0 (huis-clos) Diffuseur : Eurosport 2 Arbitrage : Willy Delajod |

- Groupe B

| 10 février 2021 | Girondins de Bordeaux (L1) | 0 - 2   | Toulouse FC (L2)       | | |
| 14:45           |                            | (0 - 1) | 39e Bayo · 57e Antiste | Matmut Atlantique, Bordeaux Spectateurs : 0 (huis-clos) Diffuseur : Eurosport 2, France 3 Régions Arbitrage : Hakim Ben El Hadj | Matmut Atlantique, Bordeaux Spectateurs : 0 (huis-clos) Diffuseur : Eurosport 2, France 3 Régions Arbitrage : Hakim Ben El Hadj |

| 10 février 2021 | Stade brestois 29 (L1)      | 2 - 1   | Rodez AF (L2) | | |
| 17:00           | Mounié 34e · Le Douaron 36e | (2 - 1) | 16e Dembélé   | Stade Francis-Le Blé, Brest Spectateurs : 0 (huis-clos) Diffuseur : Eurosport 2 Arbitrage : Aurélien Petit | Stade Francis-Le Blé, Brest Spectateurs : 0 (huis-clos) Diffuseur : Eurosport 2 Arbitrage : Aurélien Petit |

| 11 février 2021 | Angers SCO (L1)       | 2 - 1   | Stade rennais FC (L1) | | |
| 21:00           | Fulgini 5e 14e (pen.) | (2 - 0) | 53e Guirassy          | Stade Raymond-Kopa, Angers Spectateurs : 0 (huis-clos) Diffuseur : Eurosport 2 Arbitrage : Thomas Leonard | Stade Raymond-Kopa, Angers Spectateurs : 0 (huis-clos) Diffuseur : Eurosport 2 Arbitrage : Thomas Leonard |

- Groupe C

| 9 février 2021 | Olympique lyonnais (L1)                                              | 5 - 1   | AC Ajaccio (L2)  | | |
| 21:00          | Depay 10e · Slimani 22e · Cornet 24e · Cherki 38e · Aouar 78e (pen.) | (4 - 0) | 90e (pen.) Nouri | Parc Olympique lyonnais, Décines-Charpieu Spectateurs : 0 (huis-clos) Diffuseur : Eurosport 2 Arbitrage : Florent Batta | Parc Olympique lyonnais, Décines-Charpieu Spectateurs : 0 (huis-clos) Diffuseur : Eurosport 2 Arbitrage : Florent Batta |

| 10 février 2021 | Grenoble Foot 38 (L2) | 0 - 1   | AS Monaco (L1) | | |
| 14:45           |                       | (0 - 1) | 36e Jovetić    | Stade des Alpes, Grenoble Spectateurs : 0 (huis-clos) Diffuseur : Eurosport 2, France 3 Régions Arbitrage : Bastien Dechepy | Stade des Alpes, Grenoble Spectateurs : 0 (huis-clos) Diffuseur : Eurosport 2, France 3 Régions Arbitrage : Bastien Dechepy |

| 10 février 2021 | Nîmes Olympique (L1) | 1 - 3   | OGC Nice (L1)                  | | |
| 17:00           | Duljević 37e         | (1 - 2) | 13e 29e Lopes · 82e Lees-Melou | Stade des Costières, Nîmes Spectateurs : 0 (huis-clos) Diffuseur : Eurosport 2 Arbitrage : Amaury Delerue | Stade des Costières, Nîmes Spectateurs : 0 (huis-clos) Diffuseur : Eurosport 2 Arbitrage : Amaury Delerue |

- Groupe D

| 10 février 2021 | RC Strasbourg Alsace (L1) | 0 - 2   | Montpellier HSC (L1)        | | |
| 14:45           |                           | (0 - 1) | 45+1e Delort · 88e Škuletić | Stade de la Meinau, Strasbourg Spectateurs : 0 (huis-clos) Diffuseur : Eurosport 2, France 3 Régions Arbitrage : Ruddy Buquet | Stade de la Meinau, Strasbourg Spectateurs : 0 (huis-clos) Diffuseur : Eurosport 2, France 3 Régions Arbitrage : Ruddy Buquet |

| 10 février 2021 | AJ Auxerre (L2) | 0 - 2   | Olympique de Marseille (L1) | | |
| 14:45           |                 | (0 - 0) | 54e Benedetto · 90+2e Dieng | Stade de l'Abbé-Deschamps, Auxerre Spectateurs : 0 (huis-clos) Diffuseur : Eurosport 2, France 3 Régions Arbitrage : Frank Schneider | Stade de l'Abbé-Deschamps, Auxerre Spectateurs : 0 (huis-clos) Diffuseur : Eurosport 2, France 3 Régions Arbitrage : Frank Schneider |

| 11 février 2021 | FC Sochaux-Montbéliard (L2) | 1 - 0   | AS Saint-Étienne (L1) | | |
| 18:45           | Bédia 5e                    | (1 - 0) |                       | Stade Auguste-Bonal, Montbéliard Spectateurs : 0 (huis-clos) Diffuseur : Eurosport 2 Arbitrage : Jérémy Stinat | Stade Auguste-Bonal, Montbéliard Spectateurs : 0 (huis-clos) Diffuseur : Eurosport 2 Arbitrage : Jérémy Stinat |

- Groupe E

| 9 février 2021 | FC Lorient (L1)              | 2 - 1   | Paris FC (L2) | | |
| 18:30          | Wissa 71e (pen.) · Moffi 83e | (0 - 1) | 13e Name      | Stade du Moustoir, Lorient Spectateurs : 0 (huis-clos) Diffuseur : Eurosport 2 Arbitrage : Eric Wattellier | Stade du Moustoir, Lorient Spectateurs : 0 (huis-clos) Diffuseur : Eurosport 2 Arbitrage : Eric Wattellier |

| 10 février 2021 | FC Nantes (L1) | 2 - 4   | RC Lens (L1)                                 | | |
| 14:45           | Bamba 24e 63e  | (1 - 3) | 27e 39e Jean · 36e Doucouré · 58e Kalimuendo | Stade de la Beaujoire, Nantes Spectateurs : 0 (huis-clos) Diffuseur : Eurosport 2, France 3 Régions Arbitrage : Johan Hamel | Stade de la Beaujoire, Nantes Spectateurs : 0 (huis-clos) Diffuseur : Eurosport 2, France 3 Régions Arbitrage : Johan Hamel |

| 10 février 2021 | SM Caen (L2) | 0 - 1   | Paris Saint-Germain (L1) | | |
| 21:05           |              | (0 - 0) | 49e Kean                 | Stade Michel-d'Ornano, Caen Spectateurs : 0 (huis-clos) Diffuseur : Eurosport 2 Arbitrage : Jérôme Miguelgorry | Stade Michel-d'Ornano, Caen Spectateurs : 0 (huis-clos) Diffuseur : Eurosport 2 Arbitrage : Jérôme Miguelgorry |

## Phase finale

### Seizièmes de finale
Lors de ce tour, les 2 voies se rejoignent : 15 clubs sont issus de la voie des clubs de L1-L2 et 17 clubs de la voie des autres clubs.
À ce stade de la compétition, les Petits Poucets sont l'US Montagnarde et le Club franciscain, évoluant en Régional 1, respectivement de Bretagne (Niveau 6) et Martinique (Niveau 1).
Le tirage au sort a lieu le 21 févriersur l'antenne d'Eurosport par l'escrimeuse Manon Brunet.
Les clubs sont répartis à la fois géographiquement et par niveau égal en quatre poules de huit équipes.
Les rencontres ont lieu du vendredi 5 au lundi 8 mars,.
- Groupe A

| 5 mars 2021 | AS Beauvais Oise (N2) | 0 - 2   | US Boulogne CO (N)                        |                                                                                   |                                                                                   |
| 21 h 00     |                       | (0 - 1) | 45+2e Abdeldjelil · 78e (pen.) Senneville | Stade Pierre-Brisson, Beauvais Diffuseur : Eurosport 2 Arbitrage : Thomas Léonard | Stade Pierre-Brisson, Beauvais Diffuseur : Eurosport 2 Arbitrage : Thomas Léonard |

| 6 mars 2021 | Red Star FC (N)                            | 3 - 2   | RC Lens (L1)              |                                                                        |                                                                        |
| 14 h 15     | Meïssa Ba 21e · Michel 83e · Dzabana 90+1e | (1 - 1) | 29e Medina · 49e Doucouré | Stade Bauer, Saint-Ouen Diffuseur : Eurosport 2 Arbitrage : Karim Abed | Stade Bauer, Saint-Ouen Diffuseur : Eurosport 2 Arbitrage : Karim Abed |

| 6 mars 2021 | Valenciennes FC (L2) | 0 - 4   | FC Metz (L1)                                                    |                                                                                       |                                                                                       |
| 16 h 30     |                      | (0 - 2) | 7e (pen.) Centonze · 34e (pen.) Ambrose · 61e Vagner · 89e Sarr | Stade du Hainaut, Valenciennes Diffuseur : Eurosport 2 Arbitrage : Stéphanie Frappart | Stade du Hainaut, Valenciennes Diffuseur : Eurosport 2 Arbitrage : Stéphanie Frappart |

| 7 mars 2021 | GFC Ajaccio (N2) | 1 - 3   | LOSC Lille (L1)                              |                                                                                |                                                                                |
| 18 h 30     | Pollet 87e       | (0 - 1) | 9e (csc) Durimel · 71e Xeka · 85e (csc) Lopy | Stade Ange-Casanova, Ajaccio Diffuseur : Eurosport 2 Arbitrage : Benoît Millot | Stade Ange-Casanova, Ajaccio Diffuseur : Eurosport 2 Arbitrage : Benoît Millot |

- Groupe B

| 6 mars 2021 | GF Albanais (N2)                                                         | 1 - 1 6 - 5 t. a. b. | FC Annecy (N)                                                       |                                                                                   |                                                                                   |
| 14 h 15     | Liongo 29e                                                               | (1 - 0)              | 53e Fillon                                                          | Stade des Grangettes, Rumilly Diffuseur : Eurosport 2 Arbitrage : Bastien Dechepy | Stade des Grangettes, Rumilly Diffuseur : Eurosport 2 Arbitrage : Bastien Dechepy |
| 14 h 15     | Guillaud · Diaby · Lévêque · Gay · Volic · Moke Njedi · Peuget · Boinali | Tirs au but 6 - 5    | Marie · Spano · Poulain · Alfarela · Adéoti · Kashi · Fillon · Sene | Stade des Grangettes, Rumilly Diffuseur : Eurosport 2 Arbitrage : Bastien Dechepy | Stade des Grangettes, Rumilly Diffuseur : Eurosport 2 Arbitrage : Bastien Dechepy |

| 6 mars 2021 | FC Saint-Louis Neuweg (N3) | 0 - 2   | CS Sedan Ardennes (N2)        |                                                                                      |                                                                                      |
| 14 h 15     |                            | (0 - 0) | 74e Ramalingom · 84e Dahchour | Stade de la Frontière, Saint-Louis Diffuseur : Eurosport 2 Arbitrage : Florent Batta | Stade de la Frontière, Saint-Louis Diffuseur : Eurosport 2 Arbitrage : Florent Batta |

| 6 mars 2021 | Olympique lyonnais (L1)                                 | 5 - 2   | FC Sochaux-Montbéliard (L2) |                                                                            |                                                                            |
| 18 h 45     | Benlamri 8e · Cornet 10e · Cherki 44e 88e · Denayer 77e | (3 - 1) | 41e 56e Bédia               | Groupama Stadium, Lyon Diffuseur : Eurosport 2 Arbitrage : Eric Wattellier | Groupama Stadium, Lyon Diffuseur : Eurosport 2 Arbitrage : Eric Wattellier |

| 8 mars 2021 | OGC Nice (L1) | 0 - 2   | AS Monaco (L1)            |                                                                          |                                                                          |
| 21 h 00     |               | (0 - 1) | 30e Volland · 87e Aguilar | Allianz Riviera, Nice Diffuseur : Eurosport 2 Arbitrage : Benoît Bastien | Allianz Riviera, Nice Diffuseur : Eurosport 2 Arbitrage : Benoît Bastien |

- Groupe C

| 5 mars 2021 | Aubagne FC (N2) | 0 - 2   | Toulouse FC (L2)      |                                                                                    |                                                                                    |
| 21 h 00     |                 | (0 - 1) | 9e Koné · 53e Ngoumou | Stade Francis-Turcan, Martigues Diffuseur : Eurosport 2 Arbitrage : Aurélien Petit | Stade Francis-Turcan, Martigues Diffuseur : Eurosport 2 Arbitrage : Aurélien Petit |

| 6 mars 2021 | Olympique d'Alès en Cévennes (N3) | 1 - 2   | Montpellier HSC (L1)    |                                                                                |                                                                                |
| 14 h 15     | El Bakkal 21e                     | (1 - 1) | 12e Ferri · 84e Laborde | Stade Pierre-Pibarot, Alès Diffuseur : Eurosport 2 Arbitrage : Jérémie Pignard | Stade Pierre-Pibarot, Alès Diffuseur : Eurosport 2 Arbitrage : Jérémie Pignard |

| 7 mars 2021 | Angers SCO (L1)                                          | 5 - 0   | Club franciscain (R1 Martinique) | | |
| 18 h 30     | Fulgini 32e · Amadou 45+1e 60e · Bahoken 53e · Fatar 87e | (2 - 0) |                                  | Stade Raymond-Kopa, Angers Diffuseur : Eurosport 2, Martinique la 1ère Arbitrage : Jérôme Miguelgorry | Stade Raymond-Kopa, Angers Diffuseur : Eurosport 2, Martinique la 1ère Arbitrage : Jérôme Miguelgorry |

| 7 mars 2021 | Canet RFC (N2)          | 2 - 1   | Olympique de Marseille (L1) |                                                                                   |                                                                                   |
| 21 h 00     | Posteraro 21e · Bai 71e | (1 - 1) | 38e Milik                   | Stade Gilbert-Brutus, Perpignan Diffuseur : Eurosport 2 Arbitrage : Willy Delajod | Stade Gilbert-Brutus, Perpignan Diffuseur : Eurosport 2 Arbitrage : Willy Delajod |

- Groupe D

| 6 mars 2021 | Olympique Saumur FC (N3)                                   | 3 - 3 4 - 3 t. a. b. | US Montagnarde (R1 Bretagne)                          |                                                                                     |                                                                                     |
| 16 h 30     | Bouhoutt 11e (pen.) 47e (pen.) · Bokangu 65e               | (1 - 1)              | 41e 75e Barry · 90+1e Rio                             | Stade des Rives du Thouet, Saumur Diffuseur : Eurosport 2 Arbitrage : Jérémy Stinat | Stade des Rives du Thouet, Saumur Diffuseur : Eurosport 2 Arbitrage : Jérémy Stinat |
| 16 h 30     | Billeaux · Itoua-Ngoua · Touzet · Viaud · Bouhoutt · Bacha | Tirs au but 4 - 3    | Barry · Zambe · Foll · Mouyoumbi · Petitgenet · Obame | Stade des Rives du Thouet, Saumur Diffuseur : Eurosport 2 Arbitrage : Jérémy Stinat | Stade des Rives du Thouet, Saumur Diffuseur : Eurosport 2 Arbitrage : Jérémy Stinat |

| 6 mars 2021 | Le Puy Foot 43 (N2) | 1 - 0   | FC Lorient (L1) |                                                                                           |                                                                                           |
| 16 h 30     | Joseph 61e          | (0 - 0) |                 | Stade Charles-Massot, Le Puy-en-Velay Diffuseur : Eurosport 2 Arbitrage : Frank Schneider | Stade Charles-Massot, Le Puy-en-Velay Diffuseur : Eurosport 2 Arbitrage : Frank Schneider |

| 6 mars 2021 | Stade brestois 29 (L1) | 0 - 3   | Paris Saint-Germain (L1)    |                                                                                          |                                                                                          |
| 21 h 00     |                        | (0 - 2) | 9e 73e Mbappé · 44e Sarabia | Stade Francis-Le Blé, Brest Diffuseur : Eurosport 2, France 2 Arbitrage : Jérôme Brisard | Stade Francis-Le Blé, Brest Diffuseur : Eurosport 2, France 2 Arbitrage : Jérôme Brisard |

| 7 mars 2021 | SO Romorantin (N2) | 1 - 3   | Voltigeurs de Châteaubriant (N2)   |                                                                                                |                                                                                                |
| 18 h 30     | Benaries 55e       | (0 - 2) | 10e 30e Vernet · 90+5e Poissonneau | Stade Jules-Ladoumègue, Romorantin-Lanthenay Diffuseur : Eurosport 2 Arbitrage : Mikaël Lesage | Stade Jules-Ladoumègue, Romorantin-Lanthenay Diffuseur : Eurosport 2 Arbitrage : Mikaël Lesage |

### Huitièmes de finale
À ce stade de la compétition, le Petit Poucet est l'Olympique Saumur FC, évoluant en National 3 (niveau 5).
Le tirage au sort a lieu le 8 mars sur l'antenne d'Eurosport 2 par l'ancien défenseur de l'AS Saint-Étienne Loïc Perrin, à l'issue du match entre l'OGC Nice et l'AS Monaco. Le tirage est désormais intégral.
| 17 mars 2021 | Paris Saint-Germain (L1)            | 3 - 0   | LOSC Lille (L1) | Parc des Princes, Paris                                     |                                                             |
| 17h45        | Icardi 9e · Mbappé 42e (pen.) 90+3e | (2 - 0) |                 | Diffuseur : Eurosport 2, France 2 Arbitrage : Willy Delajod | Diffuseur : Eurosport 2, France 2 Arbitrage : Willy Delajod |

| 6 avril 2021 | AS Monaco (L1)                                     | 0 - 0             | FC Metz (L1)                          | Stade Louis-II, Monaco                              |                                                     |
| 18h45        |                                                    | (0 - 0)           |                                       | Diffuseur : Eurosport 2 Arbitrage : Jérémie Pignard | Diffuseur : Eurosport 2 Arbitrage : Jérémie Pignard |
| 18h45        | Ben Yedder · Volland · Sidibé · Fàbregas · Jovetić | Tirs au but 5 - 4 | Sarr · Yade · Ambrose · Maïga · Bronn | Diffuseur : Eurosport 2 Arbitrage : Jérémie Pignard | Diffuseur : Eurosport 2 Arbitrage : Jérémie Pignard |

| 7 avril 2021 | CS Sedan Ardennes (N2) | 0 - 1   | Angers SCO (L1) | Stade Louis-Dugauguez, Sedan                        |                                                     |
| 16h45        |                        | (0 - 1) | 25e Manceau     | Diffuseur : Eurosport 2 Arbitrage : Eric Wattellier | Diffuseur : Eurosport 2 Arbitrage : Eric Wattellier |

| 7 avril 2021 | GF Albanais (N2)                                       | 4 - 0   | Le Puy Foot 43 (N2) | Stade des Grangettes, Rumilly                     |                                                   |
| 16h45        | Bozon 12e · Peuget 83e (pen.) · Gay 85e · Liongo 90+3e | (1 - 0) |                     | Diffuseur : Eurosport 2 Arbitrage : Florent Batta | Diffuseur : Eurosport 2 Arbitrage : Florent Batta |

| 7 avril 2021 | Olympique Saumur FC (N3) | 1 - 2   | Toulouse FC (L2)                   | Stade des Rives du Thouet, Saumur               |                                                 |
| 18h45        | Bouhoutt 32e             | (1 - 1) | 20e (pen.) Spierings · 67e Kasongo | Diffuseur : Eurosport 2 Arbitrage : Johan Hamel | Diffuseur : Eurosport 2 Arbitrage : Johan Hamel |

| 7 avril 2021 | Canet RFC (N2) | 1 - 0   | US Boulogne CO (N) | Stade Gilbert-Brutus, Perpignan                       |                                                       |
| 18h45        | Bai 42e        | (1 - 0) |                    | Diffuseur : Eurosport 2 Arbitrage : Hakim Ben El Hadj | Diffuseur : Eurosport 2 Arbitrage : Hakim Ben El Hadj |

| 7 avril 2021 | Voltigeurs de Châteaubriant (N2) | 0 - 1   | Montpellier HSC (L1) | Stade De La Ville En Bois, Châteaubriant         |                                                  |
| 18h45        |                                  | (0 - 0) | 61e Mollet           | Diffuseur : Eurosport 2 Arbitrage : Ruddy Buquet | Diffuseur : Eurosport 2 Arbitrage : Ruddy Buquet |

| 8 avril 2021 | Red Star FC (N)                        | 2 - 2             | Olympique lyonnais (L1)                               | Stade Bauer, Saint-Ouen                                |                                                        |
| 19h00        | Ba 61e · Roye 74e                      | (0 - 2)           | 28e Paquetá · 45e Depay                               | Diffuseur : Eurosport 2 Arbitrage : Jérôme Miguelgorry | Diffuseur : Eurosport 2 Arbitrage : Jérôme Miguelgorry |
| 19h00        | Ba · Durand · Dzabana · Michel · Ndoye | Tirs au but 4 - 5 | Guimarães · Paquetá · Marcelo · Denayer · Toko-Ekambi | Diffuseur : Eurosport 2 Arbitrage : Jérôme Miguelgorry | Diffuseur : Eurosport 2 Arbitrage : Jérôme Miguelgorry |

### Quarts de finale
À ce stade de la compétition, les Petits Poucets sont le Canet RFC et le GF Albanais, évoluant en National 2 (niveau 4).
Le tirage au sort a lieu le 9 avril dans l'émission Tout le Sport sur France 3 par la double championne du monde de Taekwondo Gwladys Épangue. Le tirage est intégral.
| 20 avril 2021 | GF Albanais (N2)                 | 2 - 0   | Toulouse FC (L2) | Parc des Sports d'Annecy, Annecy                   |                                                    |
| 18h45         | Guillaud 19e · Rouault 83e (csc) | (1 - 0) |                  | Diffuseur : Eurosport 2 Arbitrage : Jérôme Brisard | Diffuseur : Eurosport 2 Arbitrage : Jérôme Brisard |

| 20 avril 2021 | Canet RFC (N2)      | 1 - 2   | Montpellier HSC (L1)  | Stade Gilbert-Brutus, Perpignan                   |                                                   |
| 21h00         | Ouadoudi 25e (pen.) | (1 - 0) | 60e 84e (pen.) Delort | Diffuseur : Eurosport 2 Arbitrage : Mikaël Lesage | Diffuseur : Eurosport 2 Arbitrage : Mikaël Lesage |

| 21 avril 2021 | Paris Saint-Germain (L1)                           | 5 - 0   | Angers SCO (L1) | Parc des Princes, Paris                            |                                                    |
| 18h45         | Icardi 9e 68e 90e · Manceau 23e (csc) · Neymar 65e | (2 - 0) |                 | Diffuseur : Eurosport 2 Arbitrage : Amaury Delerue | Diffuseur : Eurosport 2 Arbitrage : Amaury Delerue |

| 21 avril 2021 | Olympique lyonnais (L1) | 0 - 2   | AS Monaco (L1)                      | Parc Olympique Lyonnais, Décines-Charpieu                        |                                                                  |
| 21h00         |                         | (0 - 0) | 54e (pen.) Ben Yedder · 61e Volland | Diffuseur : Eurosport 2, France 3 Arbitrage : Stéphanie Frappart | Diffuseur : Eurosport 2, France 3 Arbitrage : Stéphanie Frappart |

### Demi-finales
À ce stade de la compétition, le Petit Poucet est le GF Albanais, évoluant en National 2 (niveau 4).
Le tirage au sort a été effectué par Pauline Ranvier, vice-championne du monde 2019 d'escrime, le 25 avril dans l'émission Stade 2 sur France 3.
| 12 mai 2021 | Montpellier HSC (L1)                                     | 2 - 2             | Paris Saint-Germain (L1)                                  | Stade de la Mosson, Montpellier                                     |                                                                     |
| 21h00       | Laborde 45e · Delort 83e                                 | (1 - 1)           | 10e 50e Mbappé                                            | Spectateurs : 0 Diffuseur : Eurosport 2 Arbitrage : Jérémie Pignard | Spectateurs : 0 Diffuseur : Eurosport 2 Arbitrage : Jérémie Pignard |
| 21h00       | Savanier · Delort · Mavididi · Ristić · Laborde · Sambia | Tirs au but 5 - 6 | Di María · Draxler · Paredes · Marquinhos · Neymar · Kean | Spectateurs : 0 Diffuseur : Eurosport 2 Arbitrage : Jérémie Pignard | Spectateurs : 0 Diffuseur : Eurosport 2 Arbitrage : Jérémie Pignard |

| 13 mai 2021 | GF Albanais (N2) | 1 - 5   | AS Monaco (L1)                                                                  | Parc des Sports d'Annecy, Annecy                                           |                                                                            |
| 21h15       | Peuget 20e       | (1 - 2) | 27e (csc) Bozon · 32e Tchouaméni · 55e Ben Yedder · 78e Fàbregas · 82e Golovine | Spectateurs : 0 Diffuseur : Eurosport 2, France 2 Arbitrage : Ruddy Buquet | Spectateurs : 0 Diffuseur : Eurosport 2, France 2 Arbitrage : Ruddy Buquet |

### Finale
| Monaco ·      |                       |  |
| Titulaires :  |                       |  |
|               |                       |  |
| 01            | Radosław Majecki      |  |
| 29            | Djibril Sidibé        |  |
| 20            | Axel Disasi 74e       |  |
| 03            | Guillermo Maripán     |  |
| 12            | Caio Henrique         |  |
| 26            | Ruben Aguilar 45e     |  |
| 17            | Aleksandr Golovin     |  |
| 22            | Youssouf Fofana 60e   |  |
| 31            | Kevin Volland 74e     |  |
| 08            | Aurélien Tchouaméni   |  |
| 09            | Wissam Ben Yedder 60e |  |
|               |                       |  |
| Remplaçants : |                       |  |
| 30            | Vito Mannone          |  |
| 02            | Fodé Ballo-Touré      |  |
| 32            | Benoît Badiashile 74e |  |
| 34            | Chrislain Matsima     |  |
| 04            | Cesc Fàbregas 74e     |  |
| 11            | Gelson Martins 60e    |  |
| 27            | Krépin Diatta 45e     |  |
| 36            | Eliot Matazo          |  |
| 10            | Stevan Jovetić 60e    |  |
|               |                       |  |
| Entraîneur :  |                       |  |
| Niko Kovač    |                       |  |

| Paris ·             |                         |  |
| Titulaires :        |                         |  |
|                     |                         |  |
| 01                  | Keylor Navas            |  |
| 24                  | Alessandro Florenzi 68e |  |
| 05                  | Marquinhos              |  |
| 04                  | Thilo Kehrer            |  |
| 22                  | Abdou Diallo            |  |
| 08                  | Leandro Paredes 79e     |  |
| 15                  | Danilo Pereira          |  |
| 27                  | Idrissa Gueye           |  |
| 11                  | Ángel Di María 90e      |  |
| 09                  | Mauro Icardi 79e        |  |
| 07                  | Kylian Mbappé           |  |
|                     |                         |  |
| Remplaçants :       |                         |  |
| 16                  | Sergio Rico             |  |
| 25                  | Mitchel Bakker          |  |
| 31                  | Colin Dagba 68e         |  |
| 32                  | Timothée Pembélé        |  |
| 12                  | Rafinha                 |  |
| 19                  | Pablo Sarabia 90e       |  |
| 21                  | Ander Herrera 79e       |  |
| 23                  | Julian Draxler          |  |
| 18                  | Moise Kean 79e          |  |
|                     |                         |  |
| Entraîneur :        |                         |  |
| Mauricio Pochettino |                         |  |

| Monaco ·      |                       |  |
| Titulaires :  |                       |  |
|               |                       |  |
| 01            | Radosław Majecki      |  |
| 29            | Djibril Sidibé        |  |
| 20            | Axel Disasi 74e       |  |
| 03            | Guillermo Maripán     |  |
| 12            | Caio Henrique         |  |
| 26            | Ruben Aguilar 45e     |  |
| 17            | Aleksandr Golovin     |  |
| 22            | Youssouf Fofana 60e   |  |
| 31            | Kevin Volland 74e     |  |
| 08            | Aurélien Tchouaméni   |  |
| 09            | Wissam Ben Yedder 60e |  |
|               |                       |  |
| Remplaçants : |                       |  |
| 30            | Vito Mannone          |  |
| 02            | Fodé Ballo-Touré      |  |
| 32            | Benoît Badiashile 74e |  |
| 34            | Chrislain Matsima     |  |
| 04            | Cesc Fàbregas 74e     |  |
| 11            | Gelson Martins 60e    |  |
| 27            | Krépin Diatta 45e     |  |
| 36            | Eliot Matazo          |  |
| 10            | Stevan Jovetić 60e    |  |
|               |                       |  |
| Entraîneur :  |                       |  |
| Niko Kovač    |                       |  |

| Paris ·             |                         |  |
| Titulaires :        |                         |  |
|                     |                         |  |
| 01                  | Keylor Navas            |  |
| 24                  | Alessandro Florenzi 68e |  |
| 05                  | Marquinhos              |  |
| 04                  | Thilo Kehrer            |  |
| 22                  | Abdou Diallo            |  |
| 08                  | Leandro Paredes 79e     |  |
| 15                  | Danilo Pereira          |  |
| 27                  | Idrissa Gueye           |  |
| 11                  | Ángel Di María 90e      |  |
| 09                  | Mauro Icardi 79e        |  |
| 07                  | Kylian Mbappé           |  |
|                     |                         |  |
| Remplaçants :       |                         |  |
| 16                  | Sergio Rico             |  |
| 25                  | Mitchel Bakker          |  |
| 31                  | Colin Dagba 68e         |  |
| 32                  | Timothée Pembélé        |  |
| 12                  | Rafinha                 |  |
| 19                  | Pablo Sarabia 90e       |  |
| 21                  | Ander Herrera 79e       |  |
| 23                  | Julian Draxler          |  |
| 18                  | Moise Kean 79e          |  |
|                     |                         |  |
| Entraîneur :        |                         |  |
| Mauricio Pochettino |                         |  |

## Synthèse

### Localisation des clubs engagés pour la phase finale
AC Ajaccio

 Gazélec Ajaccio
 Paris Saint-Germain

 Paris FC
| [[Fichier:Ile-de-France_region_location_map.svg\|250px\|{{#if:\|{{{alt}}}\|Coupe de France de football 2020-2021 est dans la page Île-de-France.]]Paris FC Fleury 91 Red Star FC Saint-Brice FC Localisation des clubs d'Île-de-France | [[Fichier:Martinique_department_location_map.svg\|175px\|{{#if:\|{{{alt}}}\|Coupe de France de football 2020-2021 est dans la page Martinique.]]Club franciscain Localisation du club martiniquais | [[Fichier:Guyane_department_location_map.svg\|170px\|{{#if:\|{{{alt}}}\|Coupe de France de football 2020-2021 est dans la page Guyane.]]US Sinnamary Localisation du club guyanais | [[Fichier:Mayotte blank map.svg\|165px\|{{#if:\|{{{alt}}}\|Coupe de France de football 2020-2021 est dans la page Mayotte.]]FC Mtsapéré Localisation du club mahorais |

| Légende 32es de finale 16es de finale 8es de finale Quarts de finale Demi-finales Finaliste Vainqueur |

### Nombre d'équipes par division et par tour
| Ligue 1 (1)        | Absents | Absents       | 20            | 12            | 7             | 5             | 3             | 2             | 1             |               |               |
| Ligue 2 (2)        | Absents | 20            | 10            | 3             | 1             | 1             | Aucune équipe | Aucune équipe | Aucune équipe |               |               |
| National (3)       | 10      | 8             | 5             | 3             | 2             | Aucune équipe | Aucune équipe | Aucune équipe | Aucune équipe |               |               |
| National 2 (4)     | 31      | 19            | 13            | 9             | 5             | 2             | 1             | Aucune équipe | Aucune équipe |               |               |
| National 3 (5)     | 35      | 17            | 7             | 3             | 1             | Aucune équipe | Aucune équipe | Aucune équipe | Aucune équipe |               |               |
| Régional 1 (6)     | 35      | 17            | 5             | 1             | Aucune équipe | Aucune équipe | Aucune équipe | Aucune équipe | Aucune équipe |               |               |
| Régional 2 (7)     | 10      | 1             | 1             | Aucune équipe | Aucune équipe | Aucune équipe | Aucune équipe | Aucune équipe | Aucune équipe | Aucune équipe | Aucune équipe |
| Régional 3 (8)     | 2       | Aucune équipe | Aucune équipe | Aucune équipe | Aucune équipe | Aucune équipe | Aucune équipe | Aucune équipe | Aucune équipe |               |               |
| Départemental (8+) | 1       | Aucune équipe | Aucune équipe | Aucune équipe | Aucune équipe | Aucune équipe | Aucune équipe | Aucune équipe | Aucune équipe |               |               |
| Outre-mer          | 10      | 5             | 3             | 1             | Aucune équipe | Aucune équipe | Aucune équipe | Aucune équipe | Aucune équipe |               |               |
| Total              | 134     | 87            | 64            | 32            | 16            | 8             | 4             | 2             | 1             |               |               |

1. ↑  Il n'y a pas de Régional 3 au sein de la ligue Méditerranée (voir Structure du football en France).

### Parcours des clubs professionnels
- Les clubs de National font leur entrée dans la compétition lors du cinquième tour.
- Les clubs de Ligue 2 font leur entrée dans la compétition lors du huitième tour.
- Les clubs de Ligue 1 font leur entrée dans la compétition lors des trente-deuxièmes de finale.

| Clubs                  | Parcours précédent | Parcours 2020-2021 |
| ---------------------- | ------------------ | ------------------ |
| Paris Saint-Germain    | Vainqueur          | Vainqueur          |
| Olympique de Marseille | 1/4 de finale      | 1/16 de finale     |
| Stade rennais FC       | 1/2 finale         | 1/32 de finale     |
| LOSC Lille             | 1/8 de finale      | 1/8 de finale      |
| OGC Nice               | 1/8 de finale      | 1/16 de finale     |
| Stade de Reims         | 1/32 de finale     | 1/32 de finale     |
| Olympique lyonnais     | 1/2 finale         | 1/4 de finale      |
| Montpellier HSC        | 1/8 de finale      | 1/2 finale         |
| AS Monaco              | 1/8 de finale      | Finaliste          |
| RC Strasbourg Alsace   | 1/8 de finale      | 1/32 de finale     |
| Angers SCO             | 1/8 de finale      | 1/4 de finale      |
| Girondins de Bordeaux  | 1/16 de finale     | 1/32 de finale     |
| FC Nantes              | 1/16 de finale     | 1/32 de finale     |
| Stade brestois 29      | 1/32 de finale     | 1/16 de finale     |
| FC Metz                | 1/32 de finale     | 1/8 de finale      |
| Dijon FCO              | 1/4 de finale      | 1/32 de finale     |
| AS Saint-Étienne       | Finaliste          | 1/32 de finale     |
| Nîmes Olympique        | 1/16 de finale     | 1/32 de finale     |
| FC Lorient             | 1/16 de finale     | 1/16 de finale     |
| RC Lens                | 8e tour            | 1/16 de finale     |

| Clubs                  | Parcours précédent | Parcours 2020-2021 |
| ---------------------- | ------------------ | ------------------ |
| Amiens SC              | 1/32 de finale     | 1/32 de finale     |
| Toulouse FC            | 1/32 de finale     | 1/4 de finale      |
| AC Ajaccio             | 7e tour            | 1/32 de finale     |
| ES Troyes AC           | 7e tour            | 8e tour            |
| Clermont Foot 63       | 7e tour            | 8e tour            |
| Le Havre AC            | 7e tour            | 8e tour            |
| Valenciennes FC        | 1/32 de finale     | 1/16 de finale     |
| EA Guingamp            | 7e tour            | 8e tour            |
| Grenoble Foot 38       | 7e tour            | 1/32 de finale     |
| FC Chambly Oise        | 1/32 de finale     | 8e tour            |
| AJ Auxerre             | 8e tour            | 1/32 de finale     |
| AS Nancy-Lorraine      | 1/16 de finale     | 8e tour            |
| SM Caen                | 1/16 de finale     | 1/32 de finale     |
| FC Sochaux-Montbéliard | 7e tour            | 1/16 de finale     |
| LB Châteauroux         | 7e tour            | 8e tour            |
| Rodez AF               | 1/32 de finale     | 1/32 de finale     |
| Paris FC               | 1/16 de finale     | 1/32 de finale     |
| Chamois niortais FC    | 1/32 de finale     | 8e tour            |
| Pau FC                 | 1/8 de finale      | 8e tour            |
| USL Dunkerque          | 8e tour            | 8e tour            |

| Clubs              | Parcours précédent | Parcours 2020-2021 |
| ------------------ | ------------------ | ------------------ |
| Le Mans FC         | 1/32 de finale     | 6e tour            |
| US Orléans         | 8e tour            | 8e tour            |
| Red Star FC        | 1/16 de finale     | 1/8 de finale      |
| Bourg-en-Bresse 01 | 1/32 de finale     | 5e tour            |
| US Quevilly-Rouen  | 8e tour            | 1/32 de finale     |

### Clubs professionnels éliminés par des clubs amateurs
| Tour           | Club professionnel               | Score             | Club amateur                                      | Écart |
| -------------- | -------------------------------- | ----------------- | ------------------------------------------------- | ----- |
| 5e tour        | Bourg-en-Bresse 01 (National)    | 2 - 3             | Grand Ouest Association Lyonnaise FC (National 2) | 1     |
| 6e tour        | Le Mans FC (National)            | 0 - 1             | Voltigeurs de Châteaubriant (National 2)          | 1     |
| 8e tour        | US Orléans (National)            | 1 - 1 (2 - 4 tab) | SO Romorantin (National 2)                        | 1     |
| 1/16 de finale | FC Lorient (Ligue 1)             | 0 - 1             | Le Puy Foot 43 (National 2)                       | 3     |
| 1/16 de finale | Olympique de Marseille (Ligue 1) | 1 - 2             | Canet RFC (National 2)                            | 3     |
| 1/4 de finale  | Toulouse FC (Ligue 2)            | 0 - 2             | GFA Rumilly Vallières (National 2)                | 2     |